# Allgäuer Alpen
Die Allgäuer Alpen sind eine Gebirgsgruppe der Nördlichen Ostalpen. Das Gebirge liegt östlich des Bodensees, prägt das Allgäu und hat eine Ausdehnung von etwa 75 km × 50 km.
Anteil an den Allgäuer Alpen haben die Länder Deutschland mit dem Bundesland Bayern sowie Österreich mit den Bundesländern Vorarlberg und Tirol. Auf der Staatsgrenze liegt der südlichste Punkt Deutschlands (Grenzstein 147) in der Nähe des Haldenwanger Ecks, der auch das Dreiländereck Bayern – Tirol – Vorarlberg bildet.

## Einordnung
Die Allgäuer Alpen stellen nach SOIUSA einen von sechs Unterabschnitten der Bayerischen Alpen dar, die dort ihrerseits ein Abschnitt der Nördlichen Ostalpen sind. 
| Einordnung nach SOIUSA | Einordnung nach SOIUSA | Einordnung nach SOIUSA |
| ---------------------- | ---------------------- | ---------------------- |
| Teil                   | II                     | Ostalpen               |
| Sektor                 | II/B                   | Nördliche Ostalpen     |
| Abschnitt              | 22                     | Bayerische Alpen       |
| Unterabschnitt         | 22.II                  | Allgäuer Alpen         |

## Charakteristik

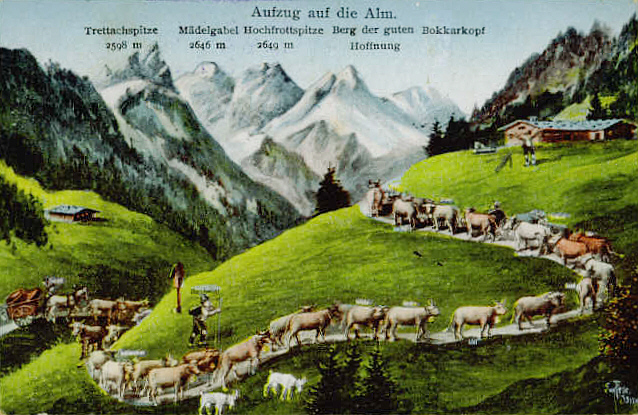
„Aufzug auf die Alm“ (Ansichtskarte von Eugen Felle), im Hintergrund der Zentrale Hauptkamm der Allgäuer Alpen

Die Gebirgsgruppe zeichnet sich durch eine außergewöhnliche Vielfalt im Gesteinsaufbau und daraus folgend durch ein vielfältiges Landschaftsbild aus. Bemerkenswert sind die steilen Grasberge der Allgäuer Alpen mit Neigungswinkeln von bis zu 70 Grad. Die Flora gehört zu den vielfältigsten der ganzen Alpen. Die Erschließung durch Seilbahnen und Wege ist überdurchschnittlich. Berühmt sind die Höhenwege von Hütte zu Hütte, bei denen der Bergwanderer sieben bis zehn Tage unterwegs sein kann, ohne in bewohnte Täler abzusteigen. Durch die Lage am Nordrand der Alpen ist das Gebiet relativ niederschlagsreich und das regenreichste von Deutschland. Im Winter sind die Allgäuer Alpen – zumindest in den höheren Lagen – vergleichsweise schneereich. Sogar ein kleiner Gletscher und einige Ewigschneefelder konnten sich bis heute erhalten.
Die Allgäuer Alpen und das Allgäu sind nicht deckungsgleich. Das Allgäu ist eine Landschaft, die sich nach heutigem Verständnis (fast nur, siehe Tannheimer Tal) auf das deutsche Staatsgebiet beschränkt. Die Allgäuer Alpen sind eine Gebirgsgruppe der Alpen. Ihre Definition erfolgte im Rahmen der Alpenvereinseinteilung der Ostalpen in einzelne Gebirgsgruppen. Teile der Allgäuer Alpen sowie der höchste Gipfel liegen bereits auf österreichischem Staatsgebiet. Das Allgäu dagegen erstreckt sich im Norden und Nordwesten weit über den Bereich der Allgäuer Alpen hinaus.

## Benachbarte Gebirgsgruppen
Die Allgäuer Alpen grenzen an das Bregenzerwaldgebirge im Westen, an das Lechquellengebirge im Südwesten, an die Lechtaler Alpen im Süden und Südosten und an die Ammergauer Alpen im Osten. Alle diese Gebirgsgruppen gehören wie die Allgäuer Alpen selbst den Nördlichen Ostalpen an. Im Norden grenzen die Allgäuer Alpen an das Alpenvorland.
|                      | Alpenvorland    |                  |
| Bregenzerwaldgebirge |                 | Ammergauer Alpen |
| Lechquellengebirge   | Lechtaler Alpen | Lechtaler Alpen  |

## Umgrenzung
Nur im Osten, Südosten und Süden ist die Begrenzung eindeutig und klar.
Der Lech bildet hier die Grenze von seinem Austritt aus den Alpen ins Alpenvorland bei Füssen flussaufwärts bis zur Einmündung des Krumbach bei Warth (Vorarlberg). Der Krumbach führt die Grenze bis zum Hochtannbergpass. Die Grenze verläuft weiter entlang des Seebachs und der Bregenzer Ach bis Au-Rehmen.
Die Grenze der Allgäuer Alpen im Westen gegen das Bregenzerwaldgebirge ist orografisch nicht eindeutig. Die im Jahr 1984 veröffentlichte Alpenvereinseinteilung der Ostalpen (AVE) zieht die Grenze wie folgt: von Au-Rehmen entlang des Rehmerbachs aufwärts bis zum Stogger Sattel. Dann wieder abwärts über den Osterguntenbach, den Schönenbach und die Subersach bis zur Einmündung in die Bregenzer Ach und entlang dieses Flusses weiter bis zur Einmündung der Weißach oder sogar bis zum Bodensee. Die noch näherliegende Abgrenzung, die den Umweg über die Subersach ausließe und an der Bregenzer Ach bliebe, würde das nach dem deutschen Allgäu benannte Teilgebirge um Landschaften erweitern, die gänzlich im österreichischen Vorarlberg liegen.
Die Grenze der Allgäuer Alpen im Norden ist variabel. Bei einer engeren Grenzziehung verläuft die Grenze von der Einmündung der Weißach in die Bregenzer Ach entlang der Weißach bis Oberstaufen. Dort geht es weiter über die Konstanzer Ach und den Großen Alpsee nach Immenstadt und weiter über die Orte Rettenberg, Wertach, Nesselwang, Pfronten-Ried und den Weißensee bis schließlich zum Lech bei Füssen. Diese Grenze verwendet etwa Hansjörg Dongus in seiner Naturräumlichen Gliederung der Alpen auf den Blättern 187/193 Lindau/Oberstdorf und 188/194 Kaufbeuren/Mittenwald, wobei er zusätzlich noch die Bucht von Langenegg, Hittisau und Andelsbuch ausspart. Andere Gliederungen setzen weiter nördlich an und beziehen die südlicheren Höhenzüge der Nagelfluhhöhen zwischen Bodensee und Wertach mit ein; insbesondere der Pfänder (1062 m) nebst Hirschberg (1095 m), der Sulzberg (1041 m), die Salmaser Höhe (1254 m) und der Rottachberg (1115 m) werden oft noch zu den Alpen gerechnet.
Der Hochtannbergpass verbindet die Allgäuer Alpen mit dem Lechquellengebirge. Der Stogger Sattel stellt die Verbindung zum Bregenzerwaldgebirge her.

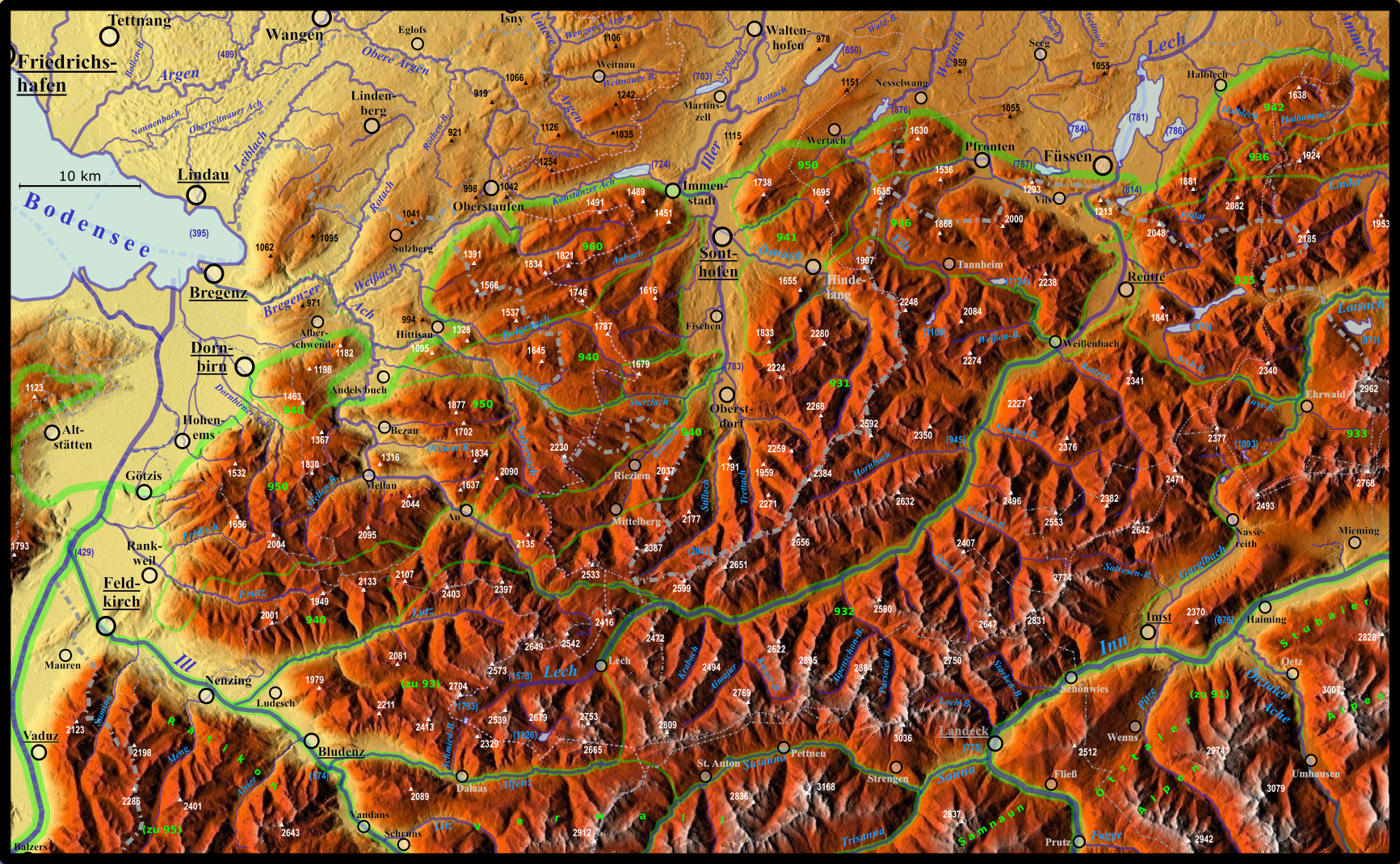
Relief der nordwestlichen Ostalpen mit den Allgäuer Alpen im Zentrum nebst Haupt-Naturraumgrenzen und Berghöhen (Legende siehe Bildbeschreibungsseite)

## Topografie
Die Gebirgsgruppen der Nördlichen Kalkalpen lassen sich hinsichtlich ihrer Geländeform in zwei Kategorien unterteilen: die Kettengebirge und die Plateaugebirge. Die westlichen Gebirgsgruppen und damit die Allgäuer Alpen sind mit Ausnahme des Gebiets um das Kalkplateau des Hohen Ifens Kettengebirge, in Abgrenzung von den östlich gelegenen Plateaugebirgen wie den Loferer Steinbergen.
Ein eigentlicher Hauptkamm zieht sich nur durch den südöstlichen und östlichen Teil der Allgäuer Alpen, d. h. im Grenzgebiet Deutschland-Österreich. Dieser Hauptkamm besteht, mit einer kurzen Unterbrechung in der Gegend des Rauheck, aus einem auch sonst weit verbreiteten Gestein, dem Hauptdolomit. Er beginnt bei der Einsattelung des Schrofenpass im hintersten Rappenalpental und zieht sich in weitgehend geradem Verlauf bis zum Oberjoch.
Vom Hauptkamm gehen eine Vielzahl von Seitenkämmen aus. Von Südwesten her kommend zweigen vom Hauptkamm ab: das Hohe Licht und die Peischelgruppe nach Süden und Osten, der Himmelschrofenzug nach Norden, die Hornbachkette nach Osten, der Fürschießer nach Nordwesten, die Kegelköpfe nach Nordwesten, die Höfatsgruppe nach Nordwesten, der Kanzberg-Höhenrücken nach Osten, die Daumengruppe mit ihren Verzweigungen nach Norden, die Rosskargruppe nach Osten und die Leilachgruppe mit ihren Verzweigungen nach Osten und Nordosten.
Der Hauptkamm der Allgäuer Alpen befindet sich nicht in der Mitte der Gebirgsgruppe, sondern am südlichen und südöstlichen Rand. Daraus folgt, dass die nach Norden und Nordwesten führenden Seitenkämme länger sind als die nach Süden und Osten führenden Kämme. Auch die Täler, die von Norden her zum Hauptkamm führen, sind länger als die Täler im Süden des Hauptkamms. Dies hat konkrete Auswirkungen auf den Bergtourismus. So sind weite Teile des Hauptkamms von Süden her schneller zu erreichen als von Norden, vor allem wenn man noch das Fahrverbot für private Kfz in einigen Tälern südlich von Oberstdorf und bei Hinterstein berücksichtigt. So ist es zum Beispiel vom Gipfel des Hohen Lichts nur 3,5 km Luftlinie nach Süden zur Lechtalstraße, nach Norden hingegen zum nächsten für den öffentlichen Kfz-Verkehr zugelassenen Punkt ist es 8,5 km Luftlinie. Beim Hochvogel sind die entsprechenden Werte 3 km in Richtung Süden, hingegen 11 km nach Norden. Zudem sind die Ausgangspunkte südlich des Hauptkamms oft höher gelegen als die nördlichen Ausgangspunkte. Trotz dieser eindeutigen Verhältnisse werden die Allgäuer Alpen einschließlich ihres Hauptkamms nach wie vor überwiegend von Norden, von der deutschen Seite her erwandert.
Im westlichen Teil der Allgäuer Alpen gibt es keinen durchgehenden Hauptkamm. Vom Fellhorn bis zum Widderstein gibt es einen dem Hauptkamm vorgelagerten Gebirgskamm. Dem schließt sich halbkreisförmig die Umgrenzung des hinteren Kleinen Walsertals an. Mit dem Hohen Ifen und dem Gottesackerplateau (Gesteine der Kreidezeit) wird der Kettencharakter der Allgäuer Alpen unterbrochen. Hier hat sich – einmalig für die Allgäuer Alpen und weit darüber hinaus – ein Karstplateau herausgebildet. Weiter im Norden bilden die Flyschberge erneut lokale Ketten. Daran schließen sich im äußersten Norden des Westflügels die Allgäuer Nagelfluh-Schichtkämme aus Nagelfluh-/Molassegesteinen an. Dies ist die am schönsten herausmodellierte Gebirgskette der Molasse in den gesamten Alpen. Auch die niedrigeren Berge noch weiter nördlich bilden lokale Ketten (Nagelfluhhöhen und Senken zwischen Bodensee und Wertach).
Die Tannheimer Gruppe wird in ihrem zentralen Teil aus Wettersteinkalk, einem Riffkalk, gebildet. Daraus kann bereits die isolierte Stellung dieser Berge ohne topografischen Zusammenhang mit dem Hauptkamm der Allgäuer Alpen abgeleitet werden. Innerhalb der Tannheimer Gruppe gibt es einen lokalen Hauptkamm zwischen Aggenstein und Hahnenkamm. Die Berge östlich und nördlich davon sind einzelne Bergstöcke.

## Untergliederung nach SOIUSA
Nach der Internationalen vereinheitlichten orographischen Einteilung der Alpen (SOIUSA) werden die Allgäuer Alpen in fünf Obergruppen und 14 Untergruppen eingeteilt. Die orographische Einteilung stimmt im Wesentlichen nicht mit der des aktuellen Alpenvereinsführers Allgäuer Alpen (18. Auflage) überein. Lediglich die SOIUSA-Gruppe "Daumengruppe" stimmt in ihren orographischen Grenzen mit der gleichnamigen Untergruppe nach Alpenvereinsführer überein. Weiterhin stimmt die SOIUSA-Obergruppe der "Tannheimer Berge" mit der gleichnamigen Untergruppe nach Alpenvereinsführer überein. Nach SOIUSA wird sie jedoch in zwei Gruppen weiter untergliedert.
| Obergruppe | Obergruppe                  | Gruppe | Gruppe                       | SOIUSA-Code     | Höchster Gipfel    | Höhe         |
| ---------- | --------------------------- | ------ | ---------------------------- | --------------- | ------------------ | ------------ |
| A          | Walsertaler Berge           | 1      | Widderstein-Schafalpen-Kette | II/B-22.II-A.1  | Widderstein        | 2533 m ü. A. |
| A          | Walsertaler Berge           | 2      | Hoher Ifen-Heiterberg-Kette  | II/B-22.II-A.2  | Hoher Ifen         | 2230 m ü. A. |
| B          | Westliche Allgäuer Voralpen | 3      | Besler-Hittisberg-Kette      | II/B-22.II-B.3  | Besler             | 1679 m       |
| B          | Westliche Allgäuer Voralpen | 4      | Riedberg-Kette               | II/B-22.II-B.4  | Riedberger Horn    | 1787 m       |
| B          | Westliche Allgäuer Voralpen | 5      | Allgäuer Molasseberge        | II/B-22.II-B.5  | Hochgrat           | 1834 m       |
| C          | Allgäuer Alpen i. e. S.     | 6      | Mädelegabel-Hochlicht-Kette  | II/B-22.II-C.6  | Hohes Licht        | 2651 m ü. A. |
| C          | Allgäuer Alpen i. e. S.     | 7      | Krottenspitze-Höfats-Kette   | II/B-22.II-C.7  | Öfnerspitze        | 2576 m       |
| C          | Allgäuer Alpen i. e. S.     | 8      | Krottenkopfgruppe            | II/B-22.II-C.8  | Großer Krottenkopf | 2656 m ü. A. |
| C          | Allgäuer Alpen i. e. S.     | 9      | Hochvogel-Rosszahn-Kette     | II/B-22.II-C.9  | Hochvogel          | 2592 m ü. A. |
| C          | Allgäuer Alpen i. e. S.     | 10     | Daumengruppe                 | II/B-22.II-C.10 | Großer Daumen      | 2280 m       |
| C          | Allgäuer Alpen i. e. S.     | 11     | Rauhorn-Leilachspitze-Kette  | II/B-22.II-C.11 | Leilachspitze      | 2274 m ü. A. |
| D          | Östliche Allgäuer Voralpen  | 12     | Pfrontener Berge             | II/B-22.II-D.12 | Übelhorn           | 1738 m       |
| E          | Tannheimer Berge            | 13     | Tannheimer Gruppe            | II/B-22.II-E.13 | Kellenspitze       | 2238 m ü. A. |
| E          | Tannheimer Berge            | 14     | Westliche Tannheimer Gruppe  | II/B-22.II-E.14 | Aggenstein         | 1986 m ü. A. |

## Untergruppen nach Alpenvereinsführer

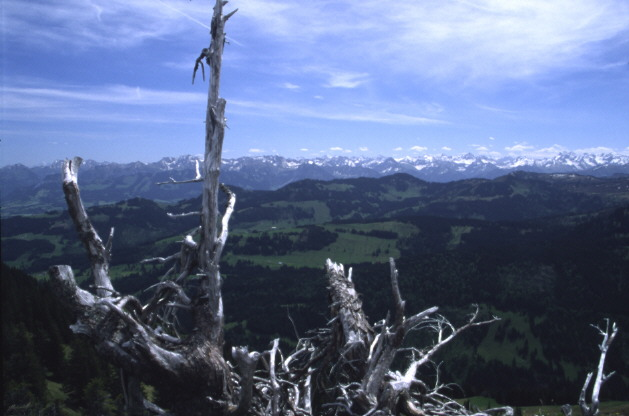
Der Allgäuer Hauptkamm

Die vergriffenen älteren Auflagen des Alpenvereinsführers Allgäuer Alpen teilen die Gebirgsgruppe auf in den Allgäuer Hauptkamm sowie in die Seitenkämme und übrige Gruppen.
Der Allgäuer Hauptkamm wird dort in acht Untergruppen unterteilt: Rappen-Alpen, Hochlicht-Gruppe, Peischelgruppe, Mädelegabel-Gruppe, Krottenspitz-Gruppe, Wilden-Gruppe, Hochvogel-Gruppe und Rauhhorn-Zug.
Die Seitenkämme und übrigen Gruppen bestehen aus zehn Untergruppen: Hornbachkette, Höfatsgruppe, Daumen-Gruppe, Roßzahn-Gruppe, Leilach-Gruppe, Berge zwischen Breitach und Stillach (Schafalpen und Warmatsgund), Walsertaler Berge links der Breitach, Vorberge westlich der Iller, Vorberge ostwärts der Iller, Tannheimer Berge.
Die aktuelle 16. Auflage des Alpenvereinsführers Allgäuer Alpen, dem wir nachstehend folgen, nimmt eine gröbere Unterteilung in nur noch zwölf Untergruppen vor. Ein direkter Vergleich zwischen den Untergruppen nach der älteren Einteilung und den Untergruppen entsprechend der neuen Einteilung ist nicht einfach, weil die Grenzen zwischen den Untergruppen teilweise neu gezogen wurden. In der Hauptsache wurden Seitenkamm-Untergruppen mit denen des Hauptkamms zusammengelegt und die Gruppe „Zentraler Hauptkamm“ aus gleich vier Untergruppen zusammengesetzt:
- Die Gruppe „Zentraler Hauptkamm“ wurde aus Rappen-Alpen, Hochlicht-Gruppe, Peischelgruppe und Mädelegabel-Gruppe fusioniert.
- Die Krottenspitz-Gruppe wurde aufgeteilt: Der Südwestteil wurde der Hornbachkette zugefügt, der Nordostteil mit der Höfatsgruppe fusioniert.
- Die Leilachgruppe (Nebenkamm) wurde mit der Hauptkamm-Gruppe des Rauhhorn-Zugs zur „Visalpsee-Gruppe“ fusioniert (wobei nur die beiden südwestlichsten Gipfel des Zugs zur Hochvogelgruppe kamen).
- Die Hochvogelgruppe wurde mit ihrem Seitenkamm der Roßzahn-Gruppe fusioniert.

Die Einteilung entspricht orographischen, nicht geologischen oder naturräumlichen Grenzen. Entsprechend bestehen manche Untergruppen aus bis zu vier Gesteinsarten. Etwa die südöstliche Hälfte der Allgäuer Alpen wird von den Allgäuer Kalkalpen eingenommen, auf denen der Hauptkamm liegt und die das linkslechische Gegenstück zu den Lechtaler Alpen bilden. Die Höhenstruktur des Hauptkamms, dem die Bayerisch-Tiroler Staatsgrenze folgt, sieht, von Südwest nach Nordost, wie folgt aus:
- Großer Widderstein (Südöstliche Walsertaler Berge): 2533 m
- ↓ Schrofenpass (1688 m)
- Biberkopf (Zentraler Hauptkamm): 2599 m
- ↓ Große Steinscharte (2262 m)
- Hohes Licht (Zentraler Hauptkamm): 2651 m
- Mädelejoch (1973 m)
- Großer Krottenkopf (minimal südöstlich der Kammlinie; Hornbachkette): 2656 m
- ↓ Marchsattel (2201 m)
- Rauheck (Höfats- und Rauheckgruppe): 2384 m
- ↓ Hornbachjoch (2020 m)
- Hochvogel (Hochvogel- und Rosszahngruppe): 2592 m
- ↓ Notländesattel (unter 1879 m)[2]
- Aufteilung in einen Kamm, der weiter der Nordostrichtung folgt und einen, der der Staatsgrenze nach Norden und schließlich Nordwesten folgt (Visalpsee-Gruppe):
  - Leilachspitze (nach Nordosten; frühere Leilach-Gruppe): 2274 m; Kamm läuft zum Lech bei Weißenbach aus
  - Gaishorn (nach Norden; minimal östlich der Kammlinie, früherer Rauhhorn-Zug): 2247 m; Kamm läuft am Kühgundkopf (1907 m) bei Bad Hindelang aus.

Die folgende Aufstellung der Gruppen erfolgt, soweit möglich, gegen den Uhrzeigersinn und beginnt im Norden bei Immenstadt:

### Allgäuer Voralpen westlich der Iller
Die Nordgrenze ist orographisch nicht eindeutig. Morphologisch sind hier Nagelfluh-Ketten, die nach Norden immer niedriger werden, sodass es eine Übergangslandschaft zwischen Alpen und Alpenvorland gibt. Die Allgäuer Alpen im weiteren Sinn umfassen auch Teile der Nagelfluhhöhen und Senken zwischen Bodensee und Wertach. Ganz im Westen gibt es einen markanten Anstieg vom Bodensee auf den Pfänder und Hochberg (Pfänderstock oder Pfänderrücken). Östlich davon folgt der Sulzbergrücken. Nordöstlich davon folgt die Kette der Salmaser Höhe (1254 m).
Die Südgrenze dieser Untergruppe verläuft von Oberstdorf über Rohrmoos nach Sibratsgfäll. Der höchste Berg ist der Hochgrat, 1834 m ü. NN. Diese Berge sind ein beliebtes Wandergebiet. Der Gesteinsaufbau ist vielfältig.
Im Nordteil dominiert die Molasse. Sie bildet die bekannten Nagelfluhketten (Allgäuer Nagelfluh-Schichtkämme). Die zentrale Hochgratkette steigt von Vorarlberger Seite aus vom Hochhäderich (1566 m) nach Deutschland zu Hochgrat und Rindalphorn (1821 m) an und fällt nach Nordosten allmählich wieder zum Mittagberg (1451 m) bei Immenstadt. Nordwestlich des Mittagbergs, am Immenstädter Horn (1489 m), ist wiederum das Nordostende der bis 1491 m erreichenden nördlichen Kette, die parallel zur Hochgratkette verläuft und sich jenseits der Weißach in der Fluh (1391 m) fortsetzt. Die südliche Nagelfluhkette Siplingerkopf-Schichtkamm reicht dem gegenüber weniger weit nach Nordosten, aber weiter nach Südwesten. Sie zieht sich vom Siplingerkopf (1746 m) in Schwaben nach Vorarlberg mit dem Koppachstein (1537 m) und setzt sich jenseits der Bolgenach im Hittisberg (1328 m), jenseits der Subersach und damit nominell im Bregenzerwaldgebirge schließlich im Stangstattkopf (1095 m) fort.
Die weiter südlich aufragenden Gipfel bestehen aus Flysch. Dies ist die nördliche der beiden Flyschzonen der Allgäuer Alpen. Die Berge zeichnen sich durch sanfte runde Formen aus. Dadurch sind sie im Winter ein beliebtes Terrain für die Skitouren- und Schneeschuhgeher. Der bekannteste Berg dieser Flyschzone ist das Riedberger Horn (1787 m), das vom Riedbergpass aus einfach zu ersteigen ist. Auch die übrige Hörnergruppe (Ofterschwanger Horn, Sigiswanger Horn, Rangiswanger Horn (1616 m) und Bolsterlanger Horn) gehört zur Flyschzone, ebenso der Gipfel des Piesenkopfs und der sich ihm nordwestlich anschließende Feuerstätterkopf (1645 m).
Südlich des Riedbergpasses und östlich des Piesenkopfs, im äußersten Südosten der Gruppe, wechselt das Gestein erneut. Jetzt beginnt der für die nächstsüdlichere Untergruppe charakteristische Schrattenkalk der Kreideformation mit dem markanten Besler (1679 m). Sein Gipfel kann direkt über eine ausgesetzte Rampe oder etwas einfacher mit einem Umweg von Süden her erstiegen werden. Der Besler bietet, wie auch viele andere Berge dieser Untergruppe, einen guten Ausblick auf den Hauptkamm der Allgäuer Alpen.

### Nordwestliche Walsertaler Berge
Das Kleine Walsertal bildet die südliche Grenze der Nordwestlichen Walsertaler Berge, der Talzug von Oberstdorf über Rohrmoos nach Sibratsgfäll ist die nördliche Begrenzung. Am Üntschenpass grenzen die Nordwestlichen und die Südöstlichen Walsertaler Berge auf 1854 m aneinander. Der höchste Berg ist der Hohe Ifen, 2230 m ü. NN. Dieser Berg ist zusammen mit dem benachbarten Gottesackerplateau auch die markanteste Erscheinung der Untergruppe. Gesteine aus der Kreidezeit dominieren hier und im sich südwestlich anschließenden Diedamskopf (2090 m).
Im Gegensatz dazu sind die übrigen Berge der Untergruppe, also der Süden und Südosten, aus Flysch aufgebaut. Dies ist ein Teil der südlichen Flyschzone der Allgäuer Alpen, die hier in der Üntschenspitze (für das Gestein) stolze 2135 m erreicht. Die südliche Flyschzone zieht sich nach Westen auch weiter ins Bregenzerwaldgebirge, wo am Glatthorn 2133 m erreicht werden. Der Hohe Ifen und die sich nach Westen im Bregenzerwaldgebirge anschließenden Berge (Winterstaude im Norden: 1877 m, Damülser Mittagsspitze im Süden: 2095 m) trennen die südliche von der nördlichen Flyschzone der nordwestlichen Ostalpen und bilden insofern ein geologisches Fenster, in dem die ursprünglich nördlich gelegene, aber von der Flyschzone überfahrene Gesteinsdecke zum Vorschein kommt.

### Südöstliche Walsertaler Berge

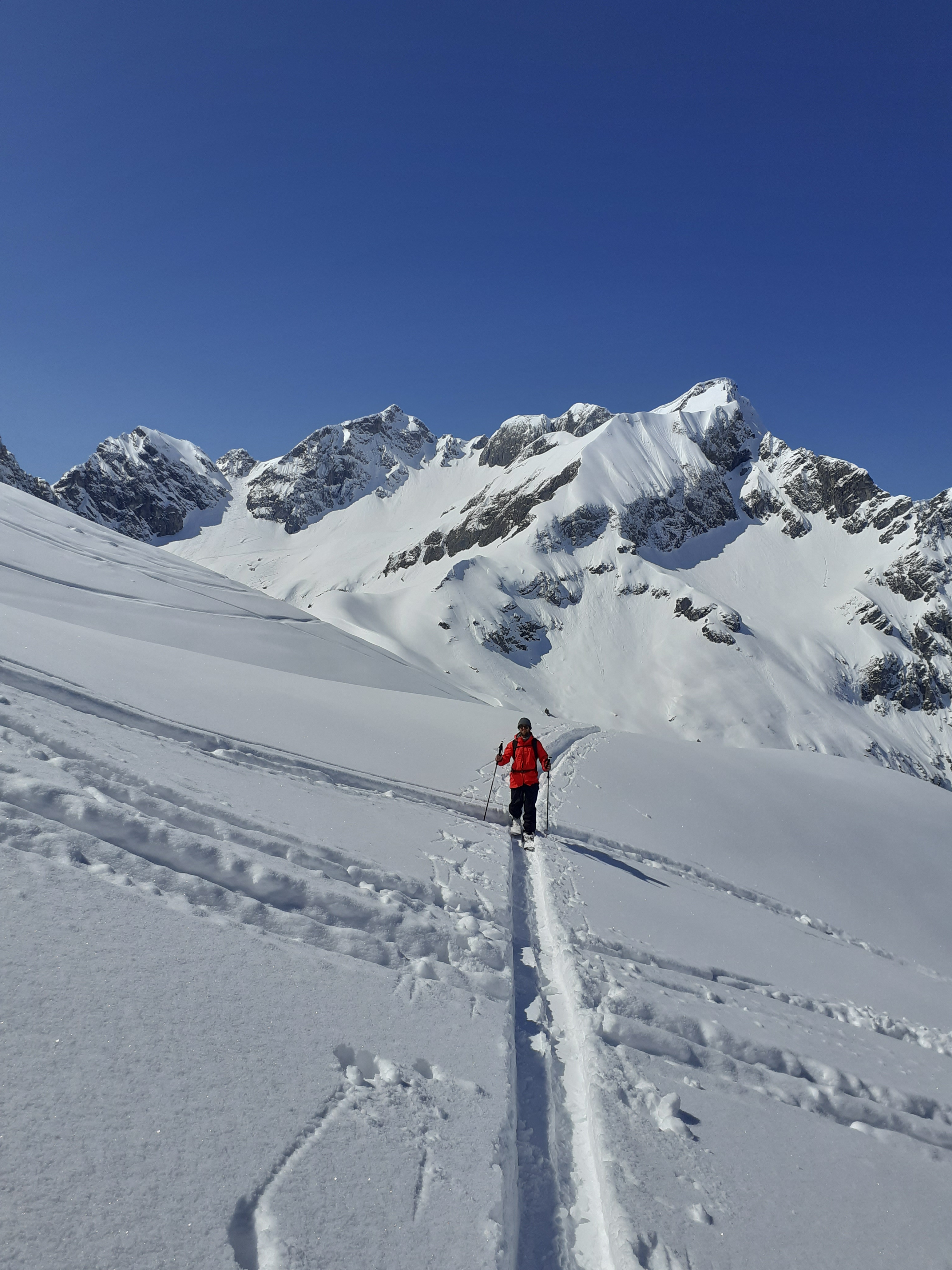
Splitboard Tour zu den Schafalpenköpfen mit Blick auf den Elfer

Die Untergruppe der Südöstlichen Walsertaler Berge wird im Norden vom Kleinen Walsertal begrenzt. Im Osten und Südosten verlaufen das Stillachtal und das Rappenalptal, die Abschnitte desselben Illerquellarmtals sind. Der Üntschenpass verbindet die Südöstlichen Walsertaler Berge mit den Nordwestlichen Walsertaler Bergen. Am Schrofenpass schließt sich der zentrale Hauptkamm der Allgäuer Alpen an. Der höchste Berg der Untergruppe ist der Große Widderstein, 2533 m. In der Gruppe befinden sich das bekannte Wander- und Skigebiet der Fellhorn- und Kanzelwandbahn sowie der bekannte Mindelheimer Klettersteig. Stark besuchten Gebieten wie am Fellhorn oder in der Umgebung der Mindelheimer Hütte stehen einsam gebliebene Gebiete gegenüber wie in den Bergen nordöstlich der Fiderescharte gegenüber.
Im Zentrum der Gruppe liegt der aus Lias-Gesteinen aufgebaute Elferkopf (2387 m), der durch eine recht deutliche Schartenhöhe (Gemstelpass auf 1971 m, Schärtle noch tiefer) vom Widderstein im Südwesten getrennt ist. Vom Gebiet südlich des Elferbergs geht ein Riedel nach Nordosten, zur Iller, der sich noch einmal in das Fellhorn (2037 m) im Norden und den Alpgundkopf (2177 m) im Süden teilt. Das Fellhorn liegt in der südlichen Flyschzone der Allgäuer Alpen, der Kamm vom Widderstein über die Schafalpenköpfe bis zum Alpgundkopf besteht hingegen aus Hauptdolomit.

### Zentraler Hauptkamm
Die Untergruppe des Zentralen Allgäuer Hauptkamms erstreckt sich zwischen dem Schrofenpass (1688 m) und dem Mädelejoch (1973 m) und umfasst weniger das „Zentrum“ als vielmehr den Südrand der Allgäuer Alpen. Den Kern der Gruppe bildet ein gratartiges, nach Nordosten offenes Hufeisen ohne nennenswerte Einschnitte (tiefste Scharten hier bei knapp 2400 m) mit aufgesetzten Spitzkuppen.
Im Norden ragt das berühmte Dreigestirn aus Trettachspitze (2595 m), Mädelegabel (2645 m) und Hochfrottspitze (2649 m) auf, wobei die Trettachspitze vom Hufeisen auf einem Nebengrat nach Norden abzweigt. Südwestlich der Hochfrottspitze schließt sich, in etwa 2 km Entfernung und jenseits der Socktalscharte (auf 2460 m), das Hohe Licht an, mit 2651 m ü. NN höchster Gipfel der Untergruppe. Der Heilbronner Weg führt hier entlang.
Südlich des Hohen Lichtes fällt der Hochalpgrat auf etwa 2400 m ab und steigt zur Peischelspitze wieder auf 2512 m an, die südlich vom Hufeisen abzweigende Ellbognerspitze erreicht 2552 m. Von der Peischelspitze läuft der Grat des Hufeisens weiter nach Nordosten, der letzte eigenständige Gipfel ist der Muttekopf (2431 m), von dem ab der Grat allmählich abfällt und schließlich ausläuft. Die sogenannte Peischelgruppe im Südosten des Hufeisens wird deutlich weniger besucht als die Teile zwischen Trettachspitze und Hohem Licht.
Neben dem Hufeisen und eher kurzen Nebengraten, die davon abzweigen, besteht die Untergruppe noch aus einem längeren, flachen Riedel und einem zweiten Massiv im Südosten. Von der Trettachspitze aus zieht sich riedelartig der rasch abflachende Himmelschrofenzug nach Norden, der am Nordgipfel nur noch 1791 m erreicht und die Iller-Quellflüsse Stillach (W) und Trettach (O) trennt. Bereits etwas nordöstlich des Hohen Lichtes zweigt ferner an der Staatsgrenze ein Nebengrat nach Westen zur Rotgundspitze (2485 m) ab, südlich derer die Große Steinscharte (auf 2262 m) zum, vom Hufeisen abgesehen, einzigen eigenständigen Massiv der Untergruppe führt. Der Biberkopf (2599 m) im Südosten steht nah dem südlichsten Punkt Deutschlands, jedoch liegt sein Gipfel bereits in Tirol. Nordwestlich des Verbindungsgrats zwischen Hufeisen und Biberkopf liegt, auf stolzen 2047 m Höhe, der kleine Rappensee.
Die Hauptgipfel der Untergruppe bestehen aus Hauptdolomit. Diese sogenannte Lechtaldecke ist auf die Allgäudecke aus Liasgesteinen aufgeschoben worden. An vielen Stellen ist die Überschiebungsbahn beispielhaft zu sehen, so in der Umgebung der Kemptner Hütte (Trettachrinne) oder der Rappenseehütte (Linkerskopf). Teilweise ist sogar eine zweifache Überschiebung der Gesteine zu beobachten. So besteht der nördliche Teil des Himmelschrofenzugs aus Hauptdolomit. Der südliche Teil besteht aus Liasgesteinen der Allgäudecke, die auf den Hauptdolomit aufgeschoben worden sind. Auf die Allgäudecke wiederum schiebt sich der Hauptdolomit des Allgäuer Hauptkamms.

### Hornbachkette
Die Hornbachkette ist ein sehr schroffer Gebirgskamm ohne nennenswerte Scharten. Er zweigt bei der Öfnerspitze (2576 m ü. NHN) vom Allgäuer Hauptkamm ab bzw. er stellt eigentlich die geomorphologische, etwas weniger filigrane Fortsetzung des Hauptkamm-Hufeisens dar, welche allerdings südöstlich der Staatsgrenze ganz in Tirol bleibt und schon nach gut 12 km Länge aufs Lechtal trifft, das ihn auch im Südosten flankiert. Nach Nordwesten stößt er ans namensgebende Hornbachtal.
Im Südwesten der Hornbachkette befindet sich, nur etwa 1 km von der Staatsgrenze entfernt, der höchste Gipfel der Allgäuer Alpen überhaupt, der Große Krottenkopf, 2656 m ü. A., im Nordosten werden an der Urbeleskarspitze immerhin noch 2632 m ü. A. erreicht. Zur Untergruppe gehört ferner ein kurzer Abschnitt des Hauptkamms zwischen dem Mädelejoch (1973 m ü. A.) und dem Marchsattel (2201 m ü. NHN), dessen höchster Gipfel die erwähnte Öfnerspitze (2576 m ü. NHN) ist, sowie der knapp nördlich dieser nach Nordwesten, zur Trettach, abzweigende Riedel des Fürschießers (2271 m ü. NHN).
Die Gipfel bestehen aus Hauptdolomit. Trotz ihrer Bedeutung ist die Hornbachkette eher einsam geblieben. Viele – auch sehr hohe – Gipfel der Kette erhalten im Jahr nur von wenigen Personen Besuch.

### Höfats- und Rauheckgruppe
Die Höfats- und Rauheckgruppe umfasst einen Teil des Allgäuer Hauptkamms zwischen dem „Märzle“ genannten Joch (auf 2201 m) und dem Hornbachjoch (auf 2020 m). Begrenzende Täler sind das Trettachtal, das Traufbachtal, das Oytal, das Hornbachtal und das Jochbachtal. Der höchste Berg ist das Rauheck, 2384 m. Mehr als in jeder anderen Untergruppe der Allgäuer Alpen dominieren hier die steilen Grasberge aus Liasgestein. Der berühmteste Berg – und ein Wahrzeichen der Allgäuer Alpen – ist die sich vom Rauheck nach Nordosten ziehende Höfats (2250 m), die mit einer Schartenhöhe von 478 m zu den eigenständigsten Bergen der Allgäuer Alpen zählt. Weiter südwestlich zieht sich der Riedel des Kegelkopfs nach Nordwesten, der zwar nur 1959 m erreicht, jedoch bei immerhin 283 m Schartenhöhe ein deutlich eigenständigerer Berg bleibt im Vergleich zu seinen Nachbarn Fürschießer im Süden und dem Himmelschrofenzug im Westen.
Nur in den nördlichen Ausläufern der Höfats ist der Hauptdolomit der Felsbildner. Der Höhenweg zwischen der Kemptner Hütte und dem Prinz-Luitpold-Haus führt durch die Untergruppe. Ansonsten gibt es kaum Gipfel, die auf Wegen erreichbar sind.

### Hochvogel- und Rosszahngruppe
Diese Untergruppe umfasst den Teil des Allgäuer Hauptkamms vom Hornbachjoch (2020 m) über den namensgebenden und die Umgebung deutlich dominierenden Hochvogel (2592 m) bis hin zum Notländesattel (1879 m). Ferner gehört der in der Summe nach Osten weisende Nebenkamm zu Großem Roßzahn (2355 m) und Stallkarspitze (2350 m) dazu. Begrenzende Täler sind das Hornbachtal im Süden, das Lechtal im Osten, das Schwarzwassertal Norden und das Bärgündletal im Westen. Die Untergruppe besteht überwiegend aus Hauptdolomit.
Der Hochvogel gilt auch als formschönster Berg der Allgäuer Alpen, insbesondere von Norden her gesehen. Der Hochvogel mit seinem Hauptstützpunkt Prinz-Luitpold-Haus ist auch der mit Abstand meistbestiegene Berg der Untergruppe. Alle anderen Gipfel in der Umgebung sind wesentlich weniger hoch und werden viel weniger besucht. In kaum einer anderen Untergruppe ist der Gegensatz zwischen Massenandrang und absoluter Einsamkeit so groß. Nur wenige Kilometer Luftlinie vom Hochvogel entfernt befinden sich die Gipfel der Rosszahngruppe, die kaum einmal Besuch erhalten.
Am Himmeleck, im Süden des zur Untergruppe gehörenden Kammbereichs, zweigt die im Flächenvergleich deutlich größere Daumengruppe in Richtung Illertal nach Nordwesten ab.

### Daumengruppe
Die Daumengruppe befindet sich östlich des Illertals. Der Himmeleck-Sattel (auf etwa 2005 m) verbindet sie, etwas südlich des Hochvogels, mit den anderen Untergruppen. Außer dem Illertal im Westen bilden das Ostrachtal im Norden und im Nordosten, das Bärgündeletal im Südosten und das Oytal im Südwesten die Grenzen. Der höchste Berg ist der Große Daumen, 2280 m ü. NN. Der berühmte Seilbahnberg Nebelhorn (2224 m) liegt genauso in dieser Untergruppe wie der Hindelanger Klettersteig. Aussichtsreiche Höhenwege durchziehen den Südteil der Daumengruppe.
Geologisch gibt es eine Dreiteilung. Der Kamm um den großen Daumen im Osten und das Nebelhorn im Süden besteht aus Hauptdolomit, seine Fortsetzung im Uhrzeigersinn vom Schnippenkopf (1833 m) im Westnordwesten bis zum Imberger Horn (1655 m) im Nordnordwesten aus Flysch. Und südöstlich des Nebelhorns, am Schneck, (2268 m) dominieren die Lias-Gesteine mit ihren steilen Grasflanken. Weitere bekannte Berge dieses Südostteils der Untergruppe sind das Himmelhorn (2111 m) unmittelbar südwestlich und das Laufbacher Eck (2178 m) nördlich des Schneck.

### Vilsalpseeberge
Die Vilsalpseeberge befinden sich im Nordosten der Allgäuer Alpen zwischen Oberjoch und dem Notländsattel. Begrenzende Täler sind das Tannheimer Tal im Nordosten, das Lechtal im Südosten, das Tiroler Schwarzwassertal im Süden und das Ostrachtal im Westen. Hauptdolomit ist das vorherrschende Gestein.
Der höchste Berg ist die Leilachspitze (2.274 m) auf dem südlichsten, insgesamt nach Ostnordosten gerichteten Rücken, der nach Nordosten ins Lechtal bei Weißenbach ausläuft. Ein mittlerer, insgesamt nach Nordosten gerichteter Rücken, gabelt sich noch einmal an der Sulzspitze (2084 m), wobei beide Riedel ins Tannheimer Tal auslaufen. Den Westen der Gruppe nimmt der Rauhhorn-Zug ein, der am Gaishorn 2247 m erreicht. Er ist die nordwestlichste Fortführung des Allgäuer Hauptkamms und zieht sich, der Staatsgrenze folgend, zunächst nach Norden, dann nach Nordwesten bis zum Kühgundkopf (1907 m) östlich von Bad Hindelang.
Zwischen Gaishorn und Sulzspitze liegt der namensgebende Vilsalpsee inmitten der Untergruppe. Er ist vom Tannheimer Tal her zugänglich und liegt mit 1165 m etwas höher als dieses.
Der Jubiläumsweg führt vom Prinz-Luitpold-Haus nordöstlich des Hochvogels zur Willersalpe nordwestlich unterhalb des Gaishorns in bedeutender Höhe über einen großen Teil des Rauhhornzugs. Von der Gegenrichtung aus, vom hochgelegenen Oberjoch bei Hindelang, führt der Anschlussweg zum Jubiläumsweg über Iseler, Bschießer und Ponten zur Willersalpe. Dem gegenüber erhalten viele Gipfel im Osten der Gruppe kaum Besuch, sind aber weglos für den geübten Berggeher ohne große Schwierigkeiten erreichbar.

### Tannheimer Berge
Die Untergruppe der Tannheimer Berge galt in der ersten Hälfte des vorigen Jahrhunderts noch als eigenständige Gebirgsgruppe der Nördlichen Kalkalpen. Teilweise war auch der Name „Vilser Alpen“ gebräuchlich. Erst später wurde sie den Allgäuer Alpen zugeschlagen. Der höchste Berg ist die Köllenspitze, 2238 m ü. NN. Das breite Tannheimer Tal trennt die Tannheimer Berge klar und eindeutig vom Rest der Allgäuer Alpen. Auch geologisch gibt es Unterschiede – wenn man mal vom unmittelbar nordwestlich benachbarten Sorgschrofen absieht, der sich ebenfalls nördlich des Tannheimer Tals befindet. Während weite Bereiche der Allgäuer Alpen aus dem brüchigen Hauptdolomit oder aus den ebenfalls mit Vorsicht anzufassenden Juragesteinen der Allgäuschichten bestehen, herrscht im Hauptteil der Tannheimer Berge der Wettersteinkalk vor, ein Riffkalk, der nur im Sorgschrofen (siehe Allgäuer Voralpen östlich der Iller) über die Vils tritt. Er bietet festen Fels. Deshalb sind die Tannheimer Berge mit ihren bekannten Bergen Rote Flüh, Gimpel, Köllenspitze und Gehrenspitze ein bekanntes Klettergebiet. Auch bei den Bergwanderern ist die Untergruppe beliebt. Vor allem im Frühsommer, wenn der Hauptkamm der Allgäuer Alpen noch verschneit ist, sind hier viele Wege schon begehbar.
Neben der Köllenspitze sind insbesondere Brentenjoch (2000 m) und Einstein (1866 m) besonders eigenständig. Aus der subalpinen Ferne gut sichtbar ist ferner der Kienberg (1536 m), der orographisch als Ausläufer des Einstein anzusehen ist.

### Kamm des Falkensteins
Dies ist eine sehr kleine und nicht besonders hohe Untergruppe am Nordostrand der Allgäuer Alpen zwischen Pfronten und Füssen. Vor Ort wird sie Falkensteinkamm oder auch Zirmgrat genannt. Die Vils trennt die Untergruppe von den Tannheimer Bergen. Jenseits des Lechs befinden sich die Ammergauer Alpen.
Der höchste Gipfel ist der Salober oder Zwölferkopf (auch Zirmgrat, 1293 m). Der bekannte und sagenumwobene Alatsee befindet sich in der Untergruppe, der größere Weißensee liegt am Nordrand. Der Gebirgskamm kann auf Wegen überschritten werden. Die Aussicht ist wegen der Bewaldung teilweise beschränkt. Wegen des vorherrschenden Wettersteinkalks gibt es jedoch teilweise markante Felsbilder. Die Südseite ist teils ein schroffer Abbruch.

### Allgäuer Voralpen östlich der Iller
Die Untergruppe befindet sich nördlich des Oberjochpasses. Das Illertal bildet die westliche Grenze, das Ostrachtal begrenzt im Süden und das Vilstal im Osten. Der höchste Berg ist der Grünten, 1738 m ü. NN. Diese Berge bieten vor allem für die Wanderer ein schönes Betätigungsfeld. Zudem haben sie den Vorteil, länger im Jahr schneefrei zu sein als die südlich anschließenden Untergruppen der Allgäuer Alpen. Die Berge bestehen aus vier Gesteinsgruppen. In den nördlichsten, nicht mehr wirklich alpinen (Rottachberg: 1115 m) Kämmen herrscht Molasse vor. Im Zentrum (Wertacher Hörnle: 1695 m, Edelsberg: 1630 m) dominiert Flysch, im Südosten (Sorgschrofen: 1635 m) der Hauptdolomit. Und der Grünten, zwischen den Molasse- und den Flyschbergen, besteht als Krönung aus Schrattenkalken der Kreidezeit und ist damit ein geologischer Verwandter des Hohen Ifen.

## Territoriale Aufteilung
Die Allgäuer Alpen als geografische Einheit und Gebirgsgruppe der Alpen erstrecken sich über zwei Staaten und über drei Bundesländer. Der bayerische Anteil umfasst etwas mehr als die Hälfte des Gesamtgebiets und deckt sich zum überwiegenden Teil mit dem Einzugsgebiet der Iller, der Tiroler Anteil umfasst weitgehend den Lech und seine Seitenflüsse und der Vorarlberger Anteil konzentriert sich auf das Einzugsgebiet der Bregenzer Ach.
In einem Punkt grenzen die drei Bundesländer Bayern, Tirol und Vorarlberg aneinander. Dieser Dreiländerpunkt ist relativ unspektakulär. Er befindet sich wenige Meter westlich des Gehrner Berges. Diese nicht besonders markante Erhebung befindet sich 1,5 km nördlich des Vorarlberger Ortes Warth und 4 km westlich des Biberkopfes.
Die Grenze zwischen Bayern und Vorarlberg folgt nicht genau der Europäischen Hauptwasserscheide Nordsee – Schwarzes Meer. So befindet sich der deutsche Ort Balderschwang bereits auf der westlichen Seite der Wasserscheide. Umgekehrt befindet sich das zu Vorarlberg gehörende Kleine Walsertal auf der östlichen Seite der Wasserscheide. Die Grenze zwischen Bayern und Tirol folgt weitgehend dem Hauptkamm der Allgäuer Alpen.
Der bayerische Teil der Allgäuer Alpen befindet sich vollumfänglich innerhalb des Regierungsbezirks Schwaben. Der Landkreis Oberallgäu umfasst fast den gesamten bayerischen Teil, im Landkreis Ostallgäu liegen kleinere Gebiete des Nordostens (äußerster Osten der Randberge östlich der Iller, bayerischer Anteil an Falkensteinkamm und Tannheimer Gruppe), der Landkreis Lindau (Bodensee) umfasst nur Anteile an der noch nicht alpinen naturräumlichen Einheit Nagelfluhhöhen und Senken zwischen Bodensee und Wertach mit den Nordteilen von Pfänder und Sulzberg, die gelegentlich schon zu den Alpen gerechnet werden.
Der Tiroler Teil der Allgäuer Alpen befindet sich vollumfänglich innerhalb des Bezirks Reutte. Der Vorarlberger Teil befindet sich vollumfänglich innerhalb des Bezirks Bregenz.
Betrachtet man, was eher unüblich ist, die Allgäuer Alpen in einem erweiterten Sinne einschließlich der Adelegg – welche ebenfalls den Nagelfluhhöhen und Senken angehört, jedoch fast nie zu den Alpen gezählt wird –, dann hat auch das deutsche Bundesland Baden-Württemberg Anteil. Dieser Teil befindet sich innerhalb des Regierungsbezirks Tübingen und innerhalb des Landkreises Ravensburg.
Das Kleine Walsertal in Vorarlberg und der Ort Jungholz in Tirol sind deutsche Zollanschlussgebiete. Beide Gebiete sind auf der Straße nur über deutsches Gebiet erreichbar. Das Kleine Walsertal hat zwar eine relativ lange Grenze mit dem übrigen Vorarlberg, jedoch verhindern hohe Bergketten eine Straßenverbindung. In den 1960er und 1970er Jahren gab es Pläne für einen Straßentunnel zwischen dem Kleinen Walsertal und dem Tal der Bregenzer Ach. Die Bevölkerung des Tales lehnte den Tunnel jedoch ab. Einerseits wäre das Kleine Walsertal durch den Tunnel zu einem Tal für den Durchgangsverkehr geworden. Andererseits wäre es zu den zentralen Orten Vorarlbergs trotz Tunnel immer noch weiter gewesen als zu den Zentren des Allgäus. Der Ort Jungholz ist nur an einem Punkt auf dem Gipfel des Sorgschrofens mit dem übrigen Tirol verbunden.

## Gipfel
Alle eigenständigen Gipfel finden sich unter Liste der Gipfel der Allgäuer Alpen.

### Die zehn höchsten Gipfel
Die höchsten Gipfel der Allgäuer Alpen befinden sich entweder ganz in Österreich oder auf der deutsch-österreichischen Grenze.
| Bergname           | Höhe     | Staat / Bundesland                        | Untergruppe der AA  |
| ------------------ | -------- | ----------------------------------------- | ------------------- |
| Großer Krottenkopf | 2656 m   | Österreich / Tirol                        | Hornbachkette       |
| Hohes Licht        | 2651 m   | Österreich / Tirol                        | Zentraler Hauptkamm |
| Hochfrottspitze    | 2648,8 m | Deutschland / Bayern + Österreich / Tirol | Zentraler Hauptkamm |
| Mädelegabel        | 2644 m   | Deutschland / Bayern + Österreich / Tirol | Zentraler Hauptkamm |
| Urbeleskarspitze   | 2632 m   | Österreich / Tirol                        | Hornbachkette       |
| Steinschartenkopf  | 2615 m   | Österreich / Tirol                        | Zentraler Hauptkamm |
| Marchspitze        | 2610 m   | Österreich / Tirol                        | Hornbachkette       |
| Bretterspitze      | 2609 m   | Österreich / Tirol                        | Hornbachkette       |
| Bockkarkopf        | 2608,5 m | Deutschland / Bayern + Österreich / Tirol | Zentraler Hauptkamm |
| Biberkopf          | 2599 m   | Deutschland / Bayern + Österreich / Tirol | Zentraler Hauptkamm |

### Andere bekannte Gipfel
In den Allgäuer Alpen gibt es über 600 benannte und mit Höhenkote versehene Gipfel. Zu den bekannteren gehören (geordnet nach der Höhe und ohne die zehn höchsten). Die mit einem Sternchen (*) markierten Gipfel befinden sich außerhalb des enger gefassten Bereichs der Allgäuer Alpen (siehe bei Umgrenzung der Allgäuer Alpen):
| - Trettachspitze – 2595 m - Hochvogel – 2592 m - Öfnerspitze – 2576 m - Großer Widderstein – 2533 m - Linkerskopf – 2455 m - Elferkopf – 2387 m - Rauheck – 2385 m - Geißhorn – 2366 m - Schafalpenköpfe – bis 2320 m - Großer Daumen – 2280 m - Leilachspitze – 2276 m - Schneck – 2268 m - Höfats – 2259 m | - Gaishorn – 2247 m - Kellenspitze – 2238 m - Hoher Ifen – 2230 m - Nebelhorn – 2224 m - Gimpel – 2176 m - Rote Flüh – 2111 m - Kanzelwand – 2058 m - Große Schlicke – 2056 m - Fellhorn – 2038 m - Obere Gottesackerwände – 2033 m - Walmendinger Horn – 1990 m - Aggenstein – 1987 m - Rubihorn – 1957 m | - Breitenberg (bei Pfronten) – 1838 m - Hochgrat – 1834 m - Riedberger Horn – 1786 m - Grünten – 1738 m - Sonnenkopf – 1712 m - Wertacher Hörnle – 1695 m - Besler – 1680 m - Immenstädter Horn – 1490 m - Mittagberg – 1451 m - Ofterschwanger Horn – 1406 m - Schwarzer Grat – 1118 m - Pfänder – 1063 m |

### Die Lias-Grasberge
Dies sind Grasberge aus Kalksteinen des Unterjura („Lias“) mit bis zu 70 Grad steilen Flanken. Sie sind das Charakteristikum der Allgäuer Alpen. In keiner anderen Gebirgsgruppe der Nördlichen Kalkalpen sind Unterjura-Kalke so reliefprägend wie hier (in alphabetischer Ordnung).
| - Älpelekopf – 2023 m - Bärenkopf – 2083 m - Berggächtle – 2006 m - Elferkopf – 2387 m - Falken – 1905 m - Fürschießer – 2271 m - Giebel – 1949 m - Großer Seekopf – 2084 m - Himmelhorn – 2113 m - Höfats – 2259 m - Höferspitze – 2131 m - Hüttenkopf – 1939 m - Kegelkopf – 1960 m | - Kleine Höfats – 2073 m - Kleiner Seekopf – 2095 m - Kreuzeck – 2375 m - Kugelhorn – 2126 m - Lachenköpfe – 2112 m - Laufbacher Eck – 2178 m - Linkerskopf – 2455 m - Muttekopf – 2431 m - Muttekopf (am Rauheck) – 2284 m - Rappenköpfle – 2276 m - Rauheck – 2385 m - Rotkopf – 2190 m - Rotnase – 2171 m | - Rothornspitze – 2392 m - Salober – 2087 m - Schneck – 2268 m - Schochen – 2100 m - Schochenspitze – 2069 m - Seilhenker – 1794 m - Spätengundkopf – 1991 m - Strahlkopf – 2388 m - Sulzspitze – 2084 m - Vorderer Riffenkopf – 1563 m - Wildengundkopf – 2237 m - Zeiger – 1994 m |

## Naturausstattung

### Fließgewässer
Drei Flusssysteme entwässern den größten Teil der Allgäuer Alpen. Im zentralen Teil fließt die Iller nach Norden der Donau zu. Im südlichen und östlichen Teil entwässert der Lech ebenfalls in Richtung zur Donau. Und im westlichen Teil entwässert das System der Bregenzer Ach in Richtung Bodensee und zum Rhein. Somit verläuft die Europäische Hauptwasserscheide Nordsee-Schwarzes Meer über die Allgäuer Alpen. Neben den drei Hauptflüssen gibt es noch einige weitere Flüsse und Bäche.

#### Das Einzugsgebiet der Iller
Die Iller wird nördlich von Oberstdorf durch den Zusammenfluss von drei Flüssen gebildet, der Breitach, der Stillach und der Trettach.
Die Breitach entwässert das Kleine Walsertal. Sie beginnt beim Ort Baad durch den Zusammenfluss der Quellbäche Turabach, Derrabach und Bärguntbach. Ein weiterer größerer Seitenbach ist der Schwarzwasserbach. In ihrem Unterlauf muss sich die Breitach durch das harte Gestein der Kreideformation zwängen. Sie hat sich im Laufe der Jahre immer weiter eingetieft und die Breitachklamm gebildet, eine der bekanntesten Klammen der Alpen. Hinter der Breitachklamm mündet noch die Rohrmooser Starzlach.
Der Schwarzwasserbach bildet zwischen der Auenhütte und der Einmündung in die Breitach teilweise bemerkenswerte Schluchten mit Wasserfällen aus. Er fließt dort auch unter einer Naturbrücke hindurch, dem Rest eines ehemaligen Flusstunnels im Schrattenkalk. Die Naturbrücke ist auf einer Eisenleiter zugänglich. Der Aubach, ein Zufluss des Schwarzwasserbachs, ist ebenfalls bemerkenswert. Er ist mit einer Länge von 200 Metern einer der kürzesten Bäche überhaupt. Seine stark schüttende Quelle sammelt die unterirdisch abfließenden Wässer des Gottesackerplateaus.
Die Stillach wird durch den Zusammenfluss der Quellbäche Rappenalpenbach und Bacherlochbach gebildet. Sie verläuft später in einem Bogen um den erhöht gelegenen Freibergsee herum. An Oberstdorf fließt sie ebenfalls westlich in einem Bogen vorbei.
Die Trettach wird durch den Zusammenfluss der Quellbäche Sperrbach und des Baches von der Trettachrinne gebildet. Durch den Sperrbachtobel verläuft der Anstiegsweg zur Kemptner Hütte. Der Tobel ist im Winter äußerst lawinengefährdet. Der Talgrund des Sperrbachtobels wird das ganze Jahr über von Lawinenresten bedeckt. Bei Spielmannsau mündet der Traufbach in die Trettach. Er entspringt in einem Talkessel mit einigen Wasserfällen. Der nächste Seitenbach ist der Dietersbach, der in seinem Unterlauf einen Tobel mit Wasserfällen bildet. Dann folgt der Oybach, der im Oberlauf Stuibenbach heißt. Dort befindet sich der Stuibenfall. Die Trettach fließt durch Oberstdorf hindurch und bei der Talstation der Nebelhornbahn vorbei.
Zwischen Oberstdorf und Sonthofen münden mehrere kleinere Bäche in die Iller. Darunter befinden sich der Leybach, der einen sehenswerten Tobel formt, sowie der Hinanger Bach mit dem Hinanger Wasserfall. Bekannter ist der Geißalpbach, der aus den Gaisalpseen beim Rubihorn entspringt und den Reichenbachtobel oder Geißalptobel geformt hat.
Die Ostrach ist ein größerer Seitenfluss der Iller. Sie entwässert größere Gebiete im Osten des Illertals. Sie wird durch den Zusammenfluss von Bärgündle- und Obertalbach beim Giebelhaus gebildet und verläuft an Hinterstein, Bad Hindelang und Sonthofen vorbei. Bei Hinterstein befinden sich die bekannten Zipfelsbachfälle. Ein Seitenbach der Ostrach ist die Bsonderach, die das Retterschwanger Tal entwässert und bei Bruck in die Ostrach mündet. Bei Bad Hindelang münden der Hirschbach, der den sehenswerten Hirschbachtobel ausgeformt hat, und der Zillenbach. Bei Sonthofen mündet die Starzlach in die Ostrach. Sie entwässert das Gebiet zwischen dem Grünten und dem Tiefenbacher Eck und bildet im Unterlauf die bekannte Starzlachklamm.

Die Gunzesrieder Ach mündet von Westen her bei Blaichach in die Iller. Sie wird bei der Gunzesrieder Säge durch den Zusammenfluss des Ostertalbachs und des Aubachs gebildet. Der Ostertalbach bildet kurz vor seiner Mündung in die Gunzesrieder Ach den sehenswerten Ostertaltobel aus. Im Unterlauf fließt die Gunzesrieder Ach durch den Haldentobel, der wie auch der Ostertaltobel in das Molassegestein eingetieft ist. Die 1901 erbaute Hohe Brücke über die Gunzesrieder Ach etwa 1 km westlich von Gunzesried ist die älteste Stahlbetonbrücke Deutschlands, wurde aber im Jahr 2011 abgebrochen und durch eine Stahlverbundbrücke ersetzt.
Die Konstanzer Ach mündet ebenfalls von Westen bei Immenstadt in die Iller. Sie entwässert die Talsenke zwischen Oberstaufen und Immenstadt. Kurz vor der Einmündung in die Iller nimmt sie den Steigbach auf, der das Gebiet zwischen der Nagelfluhkette und dem Immenstädter Horn entwässert und einen sehenswerten Tobel, den Steigbachtobel, bildet.
Hinter Immenstadt verlässt die Iller den enger gefassten Bereich der Allgäuer Alpen. Fasst man den Bereich jedoch weiter (siehe bei Umgrenzung), muss man der Iller bis nach Kempten folgen. Ein von rechts (Osten) einmündender Seitenbach ist die Rottach, die das Gebiet nördlich des Rottachbergs entwässert. Im Oberlauf ist die Rottach seit dem Jahr 1991 im großen Stausee Rottachspeicher aufgestaut. Von links mündet einige Kilometer vor Kempten der Waltenhofer Bach. Er kommt aus dem Niedersonthofener See. Der Zufluss in diesen See heißt Schrattenbach. Dieser Bach bildet in seinem Oberlauf den Falltobel im Molassegestein.

#### Das Einzugsgebiet des Lech
Der Lech entspringt in der den Allgäuer Alpen benachbarten Gebirgsgruppe des Lechquellengebirges. Er fließt durch den Ort Lech und erreicht wenige Kilometer östlich von Warth den Südrand der Allgäuer Alpen. Im weiteren Verlauf bildet der Lech stets die südliche und südöstliche Begrenzung der Allgäuer Alpen bis zum Austritt ins Alpenvorland bei Füssen.
Bei Warth mündet der Krumbach in den Lech. Der Krumbach entspringt beim Hochtannbergpass. Der Höhenbach ist der nächste bedeutende Seitenbach. Er mündet bei Holzgau in den Lech. Der Höhenbach entwässert den bedeutenden Taleinschnitt südlich des markanten Allgäuer Hauptkamms. Er beginnt mit dem Zusammenfluss von Schochenalpbach und Rossgumpenbach. Im Unterlauf des Höhenbachs befindet sich der Simms-Wasserfall.
Der Bernhardsbach mündet beim Ort Elbigenalp in den Lech. Dieser Bach entwässert den Taleinschnitt zwischen der zentralen Hornbachkette und dem südlich vorgelagerten Bernhardseck.
Erst am Ende der langen Hornbachkette mündet der nächste größere Seitenbach ein, der Hornbach. Er entwässert das Hornbachtal, ein längeres Tal zwischen der Hornbachkette im Süden und dem Allgäuer Hauptkamm mit dem Hochvogel im Norden. Am Anfang der 1960er Jahre wurde der Hornbach zwei Kilometer vor der Einmündung in den Lech durch eine 15 m hohe Geschiebesperre (Staumauer) gestaut. In den folgenden Jahren hat die Geschiebesperre hunderttausende Kubikmeter Geröll zurückgehalten. Im Rahmen des neuen Naturschutzgebiets Tiroler Lechtal (siehe beim Abschnitt Schutzgebiete) wurde nun die Geschiebesperre in zwei Stufen in den Jahren 2003 und 2005 teilweise abgetragen. In der Folge verlagerten sich bereits über 100.000 Kubikmeter Geröll in Richtung Lech. Dort trugen sie zu einer Erhöhung der Lechsohle um mehrere Meter bei.
Ein wichtiges Seitental des Hornbachtals ist das Jochbachtal. Der Jochbach entspringt unterhalb des Hornbachjochs und mündet bei Hinterhornbach in den Hornbach. Im unteren Teil bildet der Jochbach eine interessante Klamm aus. Sie ist nicht begehbar, jedoch kann man von der Gufelbrücke in Hinterhornbach sowie von den Wanderwegen ins Jochbachtal aus in die Klamm hinabsehen. Hier handelt es sich um das wildeste und ursprünglichste Tal der Allgäuer Alpen. Zu den Jochbachhütten (Alphütten), die sich ungefähr in Talmitte befinden, führt nicht einmal ein Fahrweg. Sie sind – wie das gesamte Tal – nur auf einem teilweise mühsam zu begehenden Pfad erreichbar.
Zwischen Stanzach und Forchach mündet der Schwarzwasserbach. Das Tiroler Schwarzwassertal befindet sich zwischen der Rosszahngruppe im Süden und den Vilsalpseebergen im Norden.
Der Weißenbach mündet beim gleichlautenden Ort in den Lech. Es kommt mitten aus den Vilsalpseebergen aus dem Birkental zwischen der Leilachspitze im Süden und dem Litnisschrofen im Norden.
Der Lech zwischen Warth und Füssen zählt mit seinen Seitenbächen zu den bedeutendsten noch erhalten gebliebenen Wildflüssen der Alpen.
Kurz vor dem Austritt ins Alpenvorland mündet der bedeutendste Nebenfluss in den Lech, der aus den Allgäuer Alpen kommt: die Vils. Sie entwässert weite Teile des Tannheimer Tals und des Taleinschnitts bei Pfronten. Die Vils entspringt südlich des Vilsalpsees. Nach dem Verlassen des Sees verläuft sie nach Norden zum Ort Tannheim. Dort mündet die Berger Ache, die aus dem Haldensee im östlichen Tannheimer Tal kommt. Die Vils wendet sich nun nach Westen bis zum Ort Schattwald. Dort wendet sie sich nach Norden und verläuft in einer Schlucht zwischen den Gipfeln des Sorgschrofen und des Schönkahler. Dort befindet sich auch der Vilsfall. Dieser Wasserfall ist wegen eines Kraftwerks etwas dezimiert. Vor Pfronten wendet sich die Vils nach Osten und erreicht Pfronten. Bei Pfronten-Steinach mündet die Steinacher Achen, die im Oberlauf auf österreichischem Gebiet Seebach heißt. Dieser Bach verläuft im Taleinschnitt zwischen dem Einstein und dem Aggenstein. Hinter Pfronten mündet der Reichenbach ein, der vom Aggenstein her kommt und eine sehenswerte Schlucht, die Reichenbachschlucht bildet. Kurz vor der Stadt Vils mündet noch der Kühbach ein. Auch dieser Bach bildet in seinem Unterlauf einige Wasserfälle.

#### Das Einzugsgebiet der Bregenzer Ach
Die Bregenzer Ach entspringt in dem den Allgäuer Alpen benachbarten Lechquellengebirge. Beim Ort Schröcken erreicht sie den Südwestrand der Allgäuer Alpen. Die Bregenzer Ach begleitet die Gebirgsgruppe der Allgäuer Alpen nicht durchgehend. Zwischen Au-Rehmen und der Einmündung der Subersach verlässt sie diese Gebirgsgruppe und fließt mitten durch die benachbarte Gebirgsgruppe des Bregenzerwaldgebirges.
Der erste Seitenfluss der Bregenzer Ach, der aus den Allgäuer Alpen kommt, ist die Subersach. Sie entspringt in dem Hochgerach genannten Plateaugebiet in der Nähe des Hohen Ifen. Ab dem Alport Schönenbach bildet die Subersach bis zur Einmündung in die Bregenzer Ach die Grenze der Allgäuer Alpen. Die Subersach tieft sich bald ein und verläuft in einem Einschnitt, der weder von einer Straße noch von Wegen begleitet wird. Beim Ort Sibratsgfäll mündet die Rubach, die das Tal nördlich des Hohen Ifen und der Gottesackerwände entwässert.
Der nächste Seitenfluss, der von rechts, also aus den Allgäuer Alpen in die Bregenzer Ach mündet ist die Weißach. Die Weißach entspringt in der Molasseregion der Allgäuer Alpen, im Taleinschnitt zwischen der Nagelfluhkette und dem Prodelkamm. Sie fließt bei der Talstation der Hochgratbahn vorbei und tieft sich dann in das Molassegestein ein. Bei Steibis befinden sich die Buchenegger Wasserfälle, die reizvolle Steilstufen und Gumpen bilden. Hinter Oberstaufen bildet ein Seitenbach die Eibelesfälle. Auch die Weißach verläuft in einem größtenteils unerschlossenen Taleinschnitt.
Die Weißach hat einen bedeutenden Seitenfluss, die Bolgenach. Sie kommt aus dem Gebiet südwestlich des Riedbergpass und fließt an Balderschwang vorbei, bevor sie von Bayern nach Vorarlberg wechselt. Die Bolgenach gilt auf deutschem Gebiet als einer der natürlichsten Flüsse in einem Flysch-Kreide-Gebiet. Auch die Bolgenach tieft sich in ihrem Unterlauf ein, bevor sie in die Weißach mündet.
Als letzter bedeutender Nebenbach mündet der Rotachbach in die Bregenzer Ach. Er entwässert das Gebiet zwischen dem Sulzberg-Höhenrücken im Süden und dem Pfänderrücken im Norden.

#### Weitere Flüsse und Bäche
Die Leiblach verläuft nördlich des Pfänderrückens. In ihrem Unterlauf begleitet sie die Grenze zwischen Deutschland und Österreich bis zum Bodensee. Der Rickenbach mündet in die Leiblach. Er kommt direkt aus dem Pfändergebiet und bildet unterhalb des Ortes Scheidegg die Scheidegger Wasserfälle, circa 40 m hohe Wasserfälle im Molassegestein.
Die Argen mündet bei Langenargen in den Bodensee. Sie ist ein Fluss der Allgäuer Alpen, wenn man diese etwas weiter fasst (siehe bei Umgrenzung). Die Argen fließt in ihrem Unterlauf durch Oberschwaben, sie wird von den beiden Flüssen Untere Argen und Obere Argen gebildet.
Die Untere Argen entwässert den Westteil der Adelegg mit dem Schwarzen Grat und fließt an der Stadt Isny vorbei. Die Obere Argen entspringt nördlich von Oberstaufen und hat im weiteren Verlauf den Eistobel eingetieft, einen der bekanntesten und sehenswertesten Tobel des Allgäus.
Die Wertach entspringt bei Oberjoch und mündet bei Augsburg in den Lech. Sie fließt an den Orten Unterjoch und Jungholz vorbei und mündet dann in den Grüntensee. Nach dem Verlassen des Sees tieft sie sich ein und verlässt die Allgäuer Alpen. Ein Seitenbach bildet bei Nesselwang den Nesselwanger Wasserfall.

#### Die Europäische Hauptwasserscheide
Die Europäische Hauptwasserscheide zwischen Nordsee und Schwarzem Meer verläuft durch den Westteil der Allgäuer Alpen. Sie trennt die Einzugsgebiete von Argen und Bregenzer Ach (Nordsee) von den Einzugsgebieten von Iller und Lech (Schwarzes Meer).
Von Norden, von Oberschwaben her, erreicht die Hauptwasserscheide die Allgäuer Alpen im weitesten Sinne am nordwestlichen Rand der Adelegg. Sie führt dann östlich des Sonnenecks vorbei und zwischen dem Hauchenberg im Westen und dem Niedersonthofener See im Osten hindurch. Nördlich des Alpsees führt sie über die Thaler und Salmaser Höhe, um dann in die Talsenke zwischen dem Staufner Berg und dem Hündlekopf abzusinken. Dort erreicht sie das Gebiet der Allgäuer Alpen im engeren Sinne.
Die Wasserscheide führt weiter über den Hündlekopf und den Prodelkamm zur Einsattelung bei der Mittelberg-Alpe. Dort verläuft sie weiter zum Stuiben in der Hochgratkette auf dem Grat weiter bis zum Hochgrat. Von dort geht es nach Süden zur Einsattelung bei der Scheidwang-Alpe und weiter über den Grat vom Heidenkopf bis zum Riedberger Horn. Die nächste Einsattelung ist der Riedbergpass. Von dort geht es über den Besler und den Piesenkopf bis zum Sattel zwischen Rohrmoos und Sibratsgfäll.
Im weiteren Verlauf führt die Europäische Hauptwasserscheide über das Gottesackerplateau und den Hohen Ifen zum Gerachsattel und über den langen Grat zum Hochalppass beim Widderstein. Dort geht es abwärts zum Hochtannbergpass, wo die Wasserscheide ins Lechquellengebirge übertritt.

### Seen
Die Allgäuer Alpen stoßen im äußersten Westen an den Bodensee, den zweitgrößten See Mitteleuropas. Darüber hinaus gibt es einige im Tal gelegene größere Seen sowie eine Reihe von kleineren und kleinsten Hochgebirgsseen, insgesamt können die Allgäuer Alpen aber nicht als besonders seenreich gelten.

#### Seen in Tallage
Diese Seen sind zum größten Teil mit dem Kraftfahrzeug erreichbar. Sie bieten oft einen Freizeitbetrieb, z. B. Baden oder Bootsverleih.
Der sagenumwobene Alatsee befindet sich bei Füssen in einem Hochtal zwischen der Voralpenebene und dem Vilstal. Der Große Alpsee befindet sich im Konstanzer Tal bei Bühl am Alpsee am Nordrand der Allgäuer Alpen im engeren Sinne. Dies ist der flächengrößte See der Allgäuer Alpen. Zwischen Bühl und Immenstadt befindet sich der Kleine Alpsee. Der Christlessee ist ein sehr kleiner See. Er befindet sich im Trettachtal nördlich von Spielmannsau. Der See ist mit dem Kraftfahrzeug nicht erreichbar. Der Freibergsee bei Oberstdorf befindet sich etwa 100 Höhenmeter über dem Talboden und ist mit dem Kraftfahrzeug nicht erreichbar. Der Grüntensee ist ein Stausee zwischen Nesselwang und Wertach, der auch zur Freizeitnutzung dient.
Der Haldensee befindet sich in schöner Lage im Tannheimer Tal zwischen Grän und Nesselwängle. Der Niedersonthofener See befindet sich bereits außerhalb der Allgäuer Alpen im engeren Sinne auf halbem Wege zwischen Immenstadt und Kempten. Der Obersee (einer von mehreren Oberseen, die es in Deutschland gibt) liegt zwischen Füssen und dem Alatsee. Der Rottachspeicher (ein Stausee) befindet sich am Nordrand der Allgäuer Alpen zwischen Kempten und Oy. Der Vilsalpsee liegt in einem Naturschutzgebiet in einem Seitental des Tannheimer Tals. Der Weißensee befindet sich zwischen Füssen und Pfronten am Nordrand der Allgäuer Alpen.

#### Seen im Hochgebirge
Die Hochgebirgsseen alphabetisch geordnet:
Der Eissee besteht genau genommen aus zwei kleinen Seen an der Nordflanke des Rauhecks. Der Höhenweg von der Kemptner Hütte zum Prinz-Luitpold-Haus führt direkt am See vorbei. Der Name leitet sich von der Schnee- und Eisbedeckung ab, die bis zum Frühsommer dort vorhanden ist. Das hat seine Ursache in der Abschattung durch die Bergflanke.
Der Engeratsgundsee befindet sich am Osthang des Großen Daumens in schöner Lage in den Allgäuschichten der Jurazeit. Oberhalb des Sees beginnen die Deckschichten aus Hauptdolomit. Der See liegt inmitten eines Wanderwegenetzes von und zum Nebelhorn, nach Hinterstein, zum Giebelhaus und zum Großen Daumen.
Der Obere und Untere Gaisalpsee befinden sich in einem eiszeitlichen Hochkar zwischen dem Rubihorn und dem Entschenkopf bei Oberstdorf. Der Weg von der Gaisalpe zum Nebelhorn führt an beiden Seen vorbei, der Weg zum Rubihorn berührt nur den unteren (wesentlich größeren) See. Zwischen den beiden Seen befindet sich eine ausgeprägte, eiszeitliche Karstufe.
Der Guggersee befindet sich am Höhenweg von der Mindelheimer Hütte nach Birgsau über die Taufersbergalpe. Er liegt hoch über dem Rappenalptal am Südhang der Schafalpen.
Der Hermannskarsee liegt in der Hornbachkette im gleichnamigen Kar zwischen dem Großen Krottenkopf und der Marchspitze. Der Höhenweg von der Kemptner Hütte zur Hermann-von-Barth-Hütte führt direkt am See vorbei. Der See ist bis in den Sommer hinein schnee- und eisbedeckt.
Der Hochalpsee im Südwesten des Felskoloss des Widdersteins ist ein vergleichsweise kleiner See. Er befindet sich auf der Kleinwalsertaler Seite der Wasserscheide. Vom Wanderweg Baad–Widdersteinhütte aus ist der See in wenigen Minuten erreichbar. Der See ist nicht vor Ende Juni eisfrei.
Der Hörnlesee liegt in einem eiszeitlichen Kar direkt östlich des Gipfels des Wertacher Hörnles bei Unterjoch. Dieser See erinnert an Seen einiger Mittelgebirge wie des Schwarzwalds oder des Bayerischen Walds. Wanderwege führen am See und oberhalb des Sees vorbei.
Der winzige Koblatsee befindet sich auf dem namensgebenden Koblat, einer Steinfläche aus Hauptdolomit an den Südhängen der Wengenköpfe und des Großen Daumens. Der Wanderweg vom Nebelhorn zum Großen Daumen führt am See vorbei.
Der Kreuzkarlesee, in einigen Karten auch Kreuzkarsee, befindet sich in der Hornbachkette im Kreuzkar auf der Nordseite der Kreuzkarspitze.
Mit Lache wird ein See direkt bei der Landsberger Hütte bezeichnet. Der See befindet sich direkt nördlich der Lachenspitze und ist der oberste See der drei Seen Vilsalpsee, Traualpsee und Lache. Wanderwege führen auf allen Seiten des Sees vorbei.
Der Laufbichlsee befindet sich wie auch der Koblatsee auf dem Koblat am Südhang des Großen Daumens. Der Laufbichlsee ist etwas größer als der benachbarte Koblatsee, aber kleiner als der Engeratsgundsee, der sich in einem Nachbarkar nordöstlich des Laufbichlsee befindet. Beim See teilt sich der Wanderweg vom Nebelhorn in den Weg auf den Gipfel des Großen Daumen und den Weg zum Giebelhaus und nach Hinterstein.
Die Rappenseen bestehen aus einem größeren und einem kleinen See gleich bei der Rappenseehütte, dem Ausgangs- bzw. Endpunkt des Heilbronner Wegs.
Der Schlappoltsee ist der einzige Hochgebirgssee in der Flyschformation. Er befindet sich am Osthang des Fellhorns gleich bei der Mittelstation der Fellhornbahn bei Oberstdorf in einem Wandergebiet. Die Umgebung des Sees ist im gleichnamigen Naturschutzgebiet geschützt.
Der Schrecksee ist der einzige See der Allgäuer Hochalpen, der eine Insel besitzt. Er liegt in Hochgebirgslage im obersten Traufersbachtal, einem Seitental des Ostrachtals bei Hinterstein. Die Anstiege zum See sind vergleichsweise lang, weshalb er vergleichsweise selten besucht wird. Der Jubiläumsweg vom Prinz-Luitpold-Haus zur Willersalpe führt am See vorbei.
Hier zweigt oberhalb des Schrecksees der Saalfelder Höhenweg zur Landsberger Hütte ab.
Der Seealpsee befindet sich in einem Hochtal hoch über dem Oytal bei Oberstdorf südlich des Nebelhorns. Der so genannte Gleitweg, der Abstieg vom Nebelhorn ins Oytal, führt oberhalb des Sees vorbei.
Der Traualpsee befindet sich in einem Kar beim Anstiegsweg vom Vilsalpsee zur Landsberger Hütte. Es ist der mittlere der drei Seen Vilsalpsee, Traualpsee und Lache. Der See ist etwas angestaut, sein Abfluss wird zur Elektrizitätsgewinnung genutzt.

### Gletscher und Schneefelder
In den Alpen wird die Höhe, ab der sich Gletscher bilden, in der Regel mit 2.800 bis 3.000 Metern angesetzt. Der höchste Berg der Allgäuer Alpen erreicht eine Höhe von 2.657 Metern. Trotzdem hat sich in den Allgäuer Alpen bis heute ein Gletscherchen erhalten, der Schwarzmilzferner. Er befindet sich am Allgäuer Hauptkamm auf Tiroler Boden südlich des Gipfels der Mädelegabel und südöstlich der Hochfrottspitze. Gletscher werden im bajuwarischen Sprachraum (Bayern und Tirol) mit dem Begriff Ferner bezeichnet.
Es gibt zwei Gründe für das Bestehen dieses Gletschers bis heute. Im Bereich, der vom Gletscher bedeckt wird, befindet sich eine größere Fläche mit nur geringer Neigung. Diese Fläche ist zudem durch ihre Lage direkt südöstlich der steilen Gipfelfelsen der Hochfrottspitze ab der Mittagszeit ohne direkte Sonneneinstrahlung. Ein noch wichtigerer Faktor ist jedoch der Niederschlagsreichtum der Allgäuer Alpen, der im Winter und im Frühjahr zur Ablagerung von enormen Schneemengen in den Hochlagen führt.
Der Heilbronner Weg führt direkt über den Gletscher. Es gibt jedoch keine Spalten, so dass für die kurze Strecke keinerlei gletschertypische Ausrüstung erforderlich ist. Die bekannte Klimaerwärmung führt dazu, dass auch der Schwarzmilzferner immer kleiner wird. Bei einem Fortdauern des gegenwärtigen Trends würde der Gletscher in spätestens 25 Jahren vollständig verschwunden sein.
Neben diesem Gletscherchen gibt es einige Ewigschneefelder unterschiedlichster Größe. Dazu gehören das Schneeloch an der Nordseite des Hauptkamms im obersten Bacherloch (Waltenberger-Haus) sowie die Trettachrinne zwischen Mädelegabel und Kratzer. Das bekannteste Ewigschneefeld befindet sich Im Kalten Winkel. Über dieses Schneefeld verläuft der Normalanstieg auf den Hochvogel vom Prinz-Luitpold-Haus.
Die Höhenlagen über 2000 Meter mit ihren Höhenwegen sind im Allgemeinen nicht vor Anfang Juli weitgehend schneefrei. August und September und mit Einschränkungen Oktober sind die Monate mit der geringsten Schneebedeckung.
Die Klimaerwärmung führt zwar zu einem immer weiter fortschreitenden Abschmelzen der Gletscher und Ewigschneefelder. Sie hat in den Allgäuer Alpen in den vergangenen Jahren jedoch kaum dazu geführt, dass die Hochlagen früher im Jahr schneefrei geworden sind.

### Höhlen
Weite Teile der Allgäuer Alpen sind höhlenarm. In einer Gesteinsschicht jedoch, dem Schrattenkalk der Kreideformation, gibt es mehrere und bemerkenswerte Höhlen. Die einzige Schauhöhle der Allgäuer Alpen und des Allgäus, die Sturmannshöhle bei Obermaiselstein, befindet sich in dieser Gesteinsformation.
Weitere Höhlen, die jedoch nicht für den Tourismus erschlossen sind, befinden sich auf dem benachbarten Gottesackerplateau. Das Hölloch ist nach einem Ranking aus dem Jahr 2005 die längste Höhle Deutschlands. Es befindet sich im oberen Mahdtal, einem Seitental des Kleinen Walsertals. Der Zustieg erfolgt auf einem Weg vom Kleinen Walsertal aus, wobei die Staatsgrenze überschritten wird.
Ebenfalls bekannt ist die Schneckenlochhöhle. Sie befindet sich am Westrand des Gottesackerplateaus in Vorarlberg. Es ist die längste Höhle Vorarlbergs. Auf dem Gottesackerplateau befinden sich darüber hinaus viele weitere Höhlen, die nur für Experten zugänglich sind.

### Moore
Die Allgäuer Alpen bieten in einigen Teilgebieten beste Voraussetzungen für das Entstehen von Mooren. Dazu gehören hohe Niederschläge, Verebnungsflächen mit geringem Abfluss auf einem Höhenniveau unterhalb von etwa 1800 Metern Meereshöhe sowie ein passender Gesteinsuntergrund. Moore sind vor allem im nordwestlichen Teil der Allgäuer Alpen vorhanden.
Die Moore stehen touristisch im Schatten des Hochgebirges, dem die größte Aufmerksamkeit zuteilwird. In Fachkreisen ist jedoch die Bedeutung der Moore der Allgäuer Alpen sehr wohl bekannt. Dies hat sich in den vergangenen Jahren auch durch die Ausweisung einiger Moorschutzgebiete im Rahmen des EU-Schutzgebietsnetzes Natura 2000 gezeigt.
Das Engenkopfmoor befindet sich nur 5 Kilometer Luftlinie vom Zentrum des bekannten Erholungsortes Oberstdorf entfernt.
Weitere Moore gibt es schwerpunktmäßig im Gebiet um den Piesenkopf nordwestlich von Rohrmoos. Durch eines dieser Moore, das Ziebelmoos, führt ein Weg von der Toniskopfalpe zur Alten Piesenalpe.
Ein weiteres bedeutendes Moor befindet sich auf beiden Seiten der Staatsgrenze Deutschland–Österreich nördlich des Hochhäderich in der Nagelfluhkette. Dieses Moor ist in beiden Staaten geschützt.
Ein typisches Hochmoor mit der uhrglasförmigen Aufwölbung befindet sich im Kleinen Walsertal südlich des Schwarzwasserbachs gleich bei der Bachbrücke unterhalb des Mahdtalhauses. Auch zwischen Oberjoch und Unterjoch gibt es Moorreste, ebenso auf Vorarlberger Gebiet auf den Hochflächen um die Bolgenach und die Subersach.

## Geologie

### Die einzelnen Gesteine
Die Allgäuer Alpen sind aus Sedimentgesteinen aufgebaut, die im Erdmittelalter und zum Teil auch noch in der Erdneuzeit abgelagert wurden. Durch den Druck der afrikanischen Platte auf die eurasische Platte wurden die Gesteinsschichten angehoben, gefaltet, horizontal transportiert und teilweise übereinander geschoben. Dadurch lagern heute in den Allgäuer Alpen zum Teil ältere Gesteine über jüngeren (siehe auch Diskordanz und Deckenbau). Die Geologie der Allgäuer Alpen wie auch einiger benachbarter Gebirgsgruppen wird dadurch vergleichsweise kompliziert. Im Gegensatz dazu sind z. B. die Gesteine in den Gebirgsgruppen südlich des Alpenhauptkamms nicht übereinandergeschoben worden.
Während des Erdmittelalters (Trias, Jura und Kreide) wurden die folgenden Gesteine abgelagert:
- in der Trias der Wettersteinkalk, der Hauptdolomit sowie die Kössener Schichten,
- in der Jurazeit Lias-Fleckenmergel (Allgäuschichten) und Aptychen- und Hornsteinkalke,
- in der Kreidezeit Mergel, Sandsteine (Flysch) und Kalksteine,
- im Tertiär Molasse, in der grobkörnigen, stark verfestigten (Konglomerat) Variante Nagelfluh genannt.

### Tektonik
Die unterschiedlichen tektonischen Decken der Allgäuer Alpen wurden von Südosten nach Nordwesten dachziegelartig überschoben, wobei die Schichten meist nach Südwesten einfallen.
Zum höchsten und ursprünglich südlichst gelegenen alpinen Deckenstockwerk, den ostalpinen Nördlichen Kalkalpen, gehört der Süden und Osten der Allgäuer Alpen (Hauptkamm), er besteht aus Sedimenten der Trias und des Jura.
Nach Nordwesten hin und die Kalkalpen unterlagernd folgt die „südliche“ penninische Flyschzone (rhenodanubischer Flysch) mit Sandsteinen und Mergeln der Kreidezeit.
Davor bzw. darunter liegt das sonst vor allem in der Schweiz verbreitete Helvetikum aus Kreide-Kalken. Das Helvetikum wurde vom ursprünglich südlich gelegenen Penninikum und stellenweise vom zwischen Penninikum und Helvetikum gelegenen Ultrahelvetikum überschoben, welches nun als Feuerstätter-Decke nördlich des Helvetikums liegt. Nördlich der Feuerstätterdecke treten nun der „nördliche“ Flysch aus der Kreidezeit und Kreide-Kalke auf.
Zu unterst und im Nordwesten liegt der von den Alpen überschobene Teil der Molasse, die hier ihrerseits in die Tektonik einbezogen wurde und daher Subalpine Molasse genannt wird. Der gering deformierte Südteil der voralpinen Molasse wurde teilweise auch noch gehoben und wird daher geomorphologisch auch noch zu den Alpen gezählt (z. B. Pfänder).

### Die Verbreitung der Gesteine
Aus Hauptdolomit der Nördlichen Kalkalpen ist der größte Teil der Gipfel des Allgäuer Hauptkamms aufgebaut, zum Beispiel Biberkopf, Hohes Licht, Mädelegabel, Großer Krottenkopf, Hochvogel, Urbeleskarspitze.
Aus Lias-Fleckenmergel (Allgäuschichten) der Nördlichen Kalkalpen sind einige den Hauptkammbergen aus Hauptdolomit benachbarte Gipfel aufgebaut, wie der Linkerskopf, die Kegelköpfe, das Rauheck oder der Fürschießer, die einen deutlichen geomorphologischen Kontrast zu ersteren aufweisen.
Die berühmten Allgäuer Grasberge wie Schneck und Höfats sind aus Aptychen- und Hornsteinkalken der Nördlichen Kalkalpen aufgebaut.
Aus den helvetischen Ablagerungen aus der Kreidezeit sind der Hohe Ifen, die Gottesackerwände, der Besler, aber auch Teile des Grünten aufgebaut.
Aus rhenodanubischem Flysch bestehen im Südast Berge wie das Fellhorn und die Sonnenköpfe sowie im Nordast die Hörnergruppe und der Piesenkopf-Gipfel. Aus ultrahelvetischem Flysch besteht zum Beispiel der Feuerstätterkopf.
Aus den Gesteinen der subalpinen Molasse besteht zum Beispiel die Hochgratkette und der Siplinger Kopf.

### Geotope im bayerischen Teil
Das Bayerische Geologische Landesamt, das Teil des Bayerischen Landesamts für Umwelt ist, führt ein Verzeichnis der Geotope Bayerns mit über 3400 Geotopen. In den Allgäuer Alpen befinden sich eine Reihe von Geotopen. Sie sind nachfolgend in alphabetischer Reihenfolge aufgeführt.
Das Geotop Aufschluss am Oybach in der Nähe der Einmündung des Oybachs in die Trettach südlich von Oberstdorf zeigt die Schichtgrenze der Überschiebung Kalkalpin-Flysch. Der Aufschluss an der Breitachstraße nördlich von Weidach bei Oberstdorf zeigt eine Schichtfolge im Schrattenkalk des Helvetikums.
Beim Geotop Aufschlüsse im unteren Steigbachtal bei Immenstadt sind die höheren Steigbachschichten der Unteren Süßwassermolasse erschlossen. Das Geotop Aufschlüsse im unteren Weissach-Tobel bei Steibis beinhaltet Schichten der Unteren Süßwassermolasse. Der Basaltaufschluss an der Straße Bad Hindelang-Oberjoch zeigt die Neubildung einer ozeanischen Kruste während der Kreidezeit. Der Bergsturz Hinterstein beim gleichnamigen Ort ist einer der größten Bergrutsche der Allgäuer Alpen. Er ereignete sich im Jahr 1965 und wurde durch die tonigen Lagen der Allgäuschichten begünstigt.
Die Breitachklamm bei Oberstdorf ist die tiefste Klamm im Allgäu. Die Klamm wurde postglazial längs eines Störungssystems im Schrattenkalk geschaffen. Bei der Eisenbreche und Äulesgasse südöstlich von Hinterstein überwindet die Ostrach den Hauptdolomitriegel in einer engen und tiefen Klamm. Der ehemalige Sandsteinbruch nordwestlich von Oberstdorf beinhaltet Oberstdorfer Grünsandstein, eine Regressionsbildung im helvetischen Faziesraum. Der Engeratsgund-See in der Daumengruppe ist ebenfalls ein Geotop. Die seegefüllte Karmulde liegt in leicht erodierbaren Allgäuschichten mit 100 Meter hohen Karwänden. Darüber liegt der überschobene Hauptdolomit der Lechtaldecke. Die Falte an der Riedbergstraße zeigt einen überkippten nordvergenten Sattel in Ofterschwanger Schichten des Flysch. Der Felshang an der Lochbachstraße bei Obermaiselstein zeigt eine Schichtfolge der Grünsandsteine des Helvetikums.
Der Gletscherschliff nördlich von Weiher in der Nähe von Rettenberg zeigt Schrammen und Striemen in Richtung der Eisbewegung. Der Hölltobel im Unterlauf des Dietersbachtals, einem Seitental des Trettachtals, illustriert ein Beispiel der Einmündung von Seitentälern in glazial stärker eingetiefte Haupttäler. Das Geotop Kar mit Geissalpseen umfasst das Hochkar der beiden Geissalpseen bei Oberstdorf. Dort ist eine 150 Meter hohe Karstufe zwischen den beiden Seen vorhanden als Zeugnis einer gut ausgebildeten pleistozänen Hochgebirgsform.
Der Lechfall bei Füssen zählt zu den schönsten Geotopen des Regierungsbezirks Schwaben. Die Wassermassen des Lech stürzen über fünf Stufen über die harten Gesteinsschichten des Wettersteinkalks insgesamt zwölf Meter in die Tiefe. Unterhalb des Wasserfalls tritt der Lech in die Lechschlucht ein. Dies ist die einzige Schlucht im gesamten bayerischen Alpenraum, durch die ein größerer Alpenfluss noch frei fließen kann. Das Geotop Prallhang der Bolgenach bei Balderschwang zeigt eine interessant gefaltete Schichtfolge der Feuerstätter Decke über Aptychenschichten.
Das Geotop Seealpsee befindet sich südlich des Nebelhorns in einem glazial etwas übertieften Tal. Die Starzlachklamm bei Sonthofen umfasst den Durchbruch der Starzlach durch die harten Nummulitenkalke. Im Steinbruch Wup südwestlich von Kranzegg sind Schichten der Unteren Süßwassermolasse und der Unteren Meeresmolasse aufgeschlossen. Der Straßenaufschluss am Faltenbach in Oberstdorf zeigt ultrahelvetische Leimenschichten. Die Sturmannshöhle südlich von Obermaiselstein liegt an der Schnittstelle von Schichtfuge und steiler Kluft im Schrattenkalk des Helvetikums.
Das Geotop Täschlefall beinhaltet einen 70 Meter hohen beinahe stufenlosen Wasserfall des Täschle-Bachs im Tal des Bärgündlebachs, einem Quellbach der Ostrach. Der Torfelsen am Weißensee in der Nähe von Füssen stellt ein Felstor am Südufer des Weißensees dar. Es besteht aus einer Brekzie von kalkalpinen Komponenten, die auf eine frühere Abtragung von Teilen der Kalkalpen hinweisen. Der Wasserfall nordwestlich der Burgruine Nesselburg befindet sich bei Nesselwang am Nordhang der Alpspitze. Der Wasserfall überwindet in vier Stufen 22 Meter Höhenunterschied in der unteren Süßwassermolasse.
Außerhalb des enger gefassten Bereichs der Allgäuer Alpen im Bereich zwischen dem Pfänderrücken und der Adelegg (siehe bei Umgrenzung) befinden sich weitere nicht weniger interessante Geotope. Sie sind nachfolgend ebenfalls in alphabetischer Reihenfolge aufgeführt.
Der Aufschluss im Kollerbach Tal zeigt die typische Schichtfolge der oberen Süßwassermolasse im Bereich des Adelegg-Schwemmfächers. Er befindet sich nordwestlich von Kempten. Der ehemalige Steinbruch Buchenberg beim gleichnamigen Ort westlich von Kempten liegt ca. zwei Kilometer nördlich des tektonischen Alpennordrands in der oberen Süßwassermolasse. Der Eistobel südwestlich von Maierhöfen ist der Durchbruch der Oberen Argen durch den Höhenzug zwischen Kugel und Kapf. Dort ist das Profil zwischen der unteren Süßwassermolasse über die obere Meeresmolasse bis zur oberen Süßwassermolasse erschlossen.
Der Findling bei Langenegg liegt an der Iller auf halbem Weg zwischen Immenstadt und Kempten. Es ist ein erratischer Block aus Gesteinen der unteren Süßwassermolasse. Der Findling bei Oberdorf südlich des Niedersonthofener Sees besteht aus grobem Konglomerat der unteren Süßwassermolasse. Der Findling Rabenstein bei Ermengerst aus Gesteinen der unteren Süßwassermolasse befindet sich im Bereich des ehemaligen Kemptner Gletschers direkt westlich von Kempten. Der Findling bei Untereinöden zwischen dem Adelegg und dem Sonneneck entstammt vermutlich einer Altmoräne des Rheingletschers. Der Findling bei Weiler befindet sich bei der Gemeinde Weiler-Simmerberg im Nordosten des Pfänderrückens. Es handelt sich um den größten durch Ferngletscher transportierten Findling im nördlichen Alpenvorland. Allerdings ist sein Volumen durch zwischenzeitliche Nutzung als Steinbruch kleiner geworden. Das Geotop Illerdurchbruch bei Oberkottern befindet sich südlich von Kempten. Dort stehen Gesteine der Granitischen Molasse an.
Das Kerbtal des Schrattenbachs südlich von Rieggis befindet sich westlich des Niedersonthofener Sees. Hier ist ein 30 Meter hoher Fall, der über eine Steige erschlossen ist. Der Bachlauf folgt der glazialen Rinne zwischen den Molasserippen. Der Molasseaufschluss bei Riegis befindet sich zwischen dem Niedersonthofener See und dem Hauchenberg. Er zeigt Konglomerate der oberen Süßwassermolasse. Das Geotop Palast-Kar südlich von Waltrams befindet sich am Nordhang des Hauchenbergs. Es ist die nördlichste und tiefstgelegene Karmulde eines Lokalgletschers während des Würmhochglazials im Alpenvorland.
Das Geotop Rauhen Stein beim Weiler Eschachberg beinhaltet Reste eines ältest-pleistozänen Schotterstrangs im westlichen Alpenvorland. Es befindet sich westlich von Kempten beim Berg Blender. Dieser Berg mit seinem Funkturm ist für die z. B. über die A 7 von Norden kommenden Kraftfahrer schon von weitem zu sehen. Die Scheidegger Wasserfälle bei Scheidegg gehören zu den schönsten Geotopen des Regierungsbezirks Schwaben. Der Rickenbach stürzt in zwei Stufen über insgesamt 40 Meter in Gesteinen der oberen Süßwassermolasse in die Tiefe.
Das Geotop Toteisloch bei Vogelsang befindet sich beim nordöstlichen Ende des Pfänderrückens. Von der Eiszunge des Rheingletschers gelöste Eisblöcke wurden mit Schotter zugedeckt. Nach dem späteren Abschmelzen des Eises sackte die Deckschicht nach.
Siehe auch: Wasserfälle in den Allgäuer Alpen

## Schutzgebiete

### Baden-Württemberg
Zu Baden-Württemberg gehört nur ein sehr kleiner Teil der Allgäuer Alpen im weiteren Sinne (siehe Kapitel Umgrenzung). Dies sind die Gebiete östlich und südöstlich von Isny, insbesondere der westliche Teil der Adelegg und ein Ausschnitt aus dem Nordhang des Höhenzugs der Kugel.
Das Naturschutzgebiet Hengelesweiher wurde im Jahr 1990 ausgewiesen. Es hat eine Fläche von 54,4 ha und befindet sich südöstlich von Isny am Fuß des Höhenzugs der Kugel. Geschützt werden ein Weiher mit charakteristischen Verlandungszonen und Riedgebiete als prägende Elemente der Kulturlandschaft.
Nahezu der gesamte Raum des in Baden-Württemberg liegenden Teils der Allgäuer Alpen wird vom Landschaftsschutzgebiet Adelegg und zugehöriges tertiäres Hügelvorland eingenommen. Das Landschaftsschutzgebiet erstreckt sich im Westen und Nordwesten noch weit in das oberschwäbische Hügelvorland hinaus. Das Landschaftsschutzgebiet hat eine Größe von 6.814 ha und wurde im Jahr 1994 ausgewiesen. Vorrangig geschützt werden sollen die reiche Gliederung von weiten Talräumen und aufragenden Erhebungen, Grünland, Hangweiden, Alphochflächen und Wald und deren Wirkung auf den Naturhaushalt.

### Bayern
Im bayerischen Teil der Allgäuer Alpen gibt es sechs Naturschutzgebiete:
- Das Naturschutzgebiet Allgäuer Hochalpen erstreckt sich über weite Teile des Hauptkamms und der Seitentäler. Es wurde am 16. Januar 1992 ausgewiesen und hat eine Größe von 20.724 ha.
- Das Naturschutzgebiet Schlappolt befindet sich an den Gipfelhängen des Fellhorns und umfasst auch den Schlappoltsee. Es wurde am 4. Dezember 1986 ausgewiesen und hat eine Größe von 163 ha.
- Das Naturschutzgebiet Aggenstein liegt in der Gipfelzone des gleichnamigen Bergs. Es wurde am 7. Dezember 1964 ausgewiesen und hat eine Größe von 85 ha.
- Das Naturschutzgebiet Eistobel befindet sich südlich von Isny. Es wurde am 4. September 1970 ausgewiesen und hat eine Größe von 70 ha.
- Das Naturschutzgebiet Hoher Ifen umfasst Teile des gleichnamigen Bergs sowie des Gottesackerplateaus. Es wurde am 12. August 1964 ausgewiesen und hat eine Größe von 2.430 ha.
- Das Naturschutzgebiet Rohrachschlucht befindet sich in der Nähe von Lindau an der Grenze zu Vorarlberg. Es wurde am 28. Oktober 1992 ausgewiesen und hat eine Größe von 178 ha.

### Tirol
Das Naturschutzgebiet Vilsalpsee war lange Zeit das einzige Schutzgebiet im Tiroler Teil der Allgäuer Alpen. Es umfasst das Gebiet um den gleichnamigen See bis zum Gebirgskamm zwischen Gaishorn und Leilachspitze und hat annähernd eine quadratische Form. Das Naturschutzgebiet wurde 1957 ausgewiesen und am 15. Dezember 1998 neu verordnet. Es hat eine Größe von 18,2039 km².
Erst im Jahr 2004 kam mit dem Naturschutzgebiet Tiroler Lechtal ein weiteres Schutzgebiet hinzu. Dieses Schutzgebiet wurde nach langer kontroverser Diskussion ausgewiesen. Zeitweise war für den Tiroler Lech auch die Einrichtung eines Nationalparks im Gespräch. Das Naturschutzgebiet ist insgesamt eher linienförmig und erstreckt sich entlang des Lech von der Einmündung der Vils flussaufwärts bis vor Lechleiten sowie entlang einiger Seitentäler. Es wurde am 1. Dezember 2004 ausgewiesen und hat eine Größe von 41,38 km².
Das Gebiet umfasst vielerorts nur einen vergleichsweise schmalen Streifen beiderseits des Lech. Im Gebiet von Elmen ab der Einmündung des aus den Lechtaler Alpen kommenden Streimbachs wird der Streifen breiter. Zwischen Stanzach und Weißenbach am Lech sind breite Schotterflächen Bestandteil des Schutzgebiets.
Das Schutzgebiet erstreckt sich auch über einige in den Allgäuer Alpen gelegene Seitentäler des Lechtals. Flussaufwärts gehört dazu als erstes das Vilstal von der deutsch-österreichischen Grenze bei Pfronten bis zur Einmündung in den Lech. Von Weißenbach am Lech ist der Weißenbach bis auf die Höhe des Ortes Gaicht Bestandteil der Schutzgebiets. Ebenfalls zum Schutzgebiet gehört der Tiroler Schwarzwasserbach bis südlich des Kastenkopfs. Im Schwarzwassertal sind zudem größere Waldgebiete an der Südflanke der Leilachspitze Bestandteil der Naturschutzgebiets. Das nächste zum Naturschutzgebiet gehörende Seitental ist das Hornbachtal von Hinterhornbach bis zur Einmündung in den Lech. Im Hornbachtal gehören zudem die Wald- und Latschengebiete auf der Nordseite der Hornbachkette von der Klimmspitze bis zur Urbeleskarspitze dazu. Weitere Teilgebiete sind der Unterlauf des Bernhardsbachs und der Unterlauf des Hohenbachs bei Holzgau mit dem Simms-Wasserfall. Der Naturpark Tiroler Lechtal ist deckungsgleich mit dem gleichnamigen Naturschutzgebiet.
Im Rahmen der FFH- und Vogelschutzrichtlinie der EU (Natura 2000) hat das Bundesland Tirol insgesamt 13 Gebiete mit einer Gesamtfläche von 1.836,37 km² ausgewiesen. Davon befinden sich zwei Gebiete mit einer Gesamtfläche von 5.969 ha ganz oder teilweise in dem in diesem Artikel beschriebenen Gebiet der Allgäuer Alpen.
Das FFH- und Vogelschutzgebiet Vilsalpsee deckt sich mit dem gleichnamigen Naturschutzgebiet. Es hat eine Größe von 1.831 ha und wurde für das Natura-2000-Netzwerk im Jahr 1995 ausgewiesen. Das FFH- und Vogelschutzgebiet Lechtal deckt sich mit dem gleichnamigen Naturschutzgebiet und Naturpark. Es hat eine Größe von 4.138 ha und wurde für das Natura-2000-Netzwerk im Jahr 2000 ausgewiesen.

### Vorarlberg
Das größte der im Vorarlberger Teil der Allgäuer Alpen gelegenen Schutzgebiete ist das Pflanzenschutzgebiet Hochifen und Gottesacker-Plateau. Es wurde im Jahr 1964 ausgewiesen und umfasst eine Fläche von 2.956 ha. Das Gebiet beinhaltet die Südhänge des Hohen Ifen und des Gottesackerplateaus sowie die Umgebung der Schwarzwasserhütte und den Quellbereich der Subersach. Die Kategorie des Pflanzenschutzgebiets stammt aus der Anfangszeit des Flächennaturschutzes in Vorarlberg und wird heute nicht mehr neu angewandt. Einige der in den vergangenen Jahrzehnten ausgewiesenen Pflanzenschutzgebiete sind in der Zwischenzeit in neu ausgewiesenen Naturschutzgebieten aufgegangen. Ende 2005 gibt es nur noch drei Pflanzenschutzgebiete in Vorarlberg, darunter das hier beschriebene. Die Schutzwirkung eines Pflanzenschutzgebiets ist vergleichsweise schwach. So konnte durch das Pflanzenschutzgebiet nicht verhindert werden, dass am Südhang des Gottesackerplateaus die Ifensesselbahn und Skipisten gebaut wurden. Flächenmäßig teilweise überschneidend ist das Europaschutzgebiet Ifen. Die Ifenbahn und ihre Schipisten sind dabei ausgenommen.
Im Vorarlberger Teil der Allgäuer Alpen gibt es weitere, flächenmäßig jedoch wesentlich kleinere Schutzgebiete. Sie sind nachfolgend in alphabetischer Reihenfolge aufgeführt.
Das örtliche Schutzgebiet Bengerpark befindet sich in Bregenz. Ebenfalls bei Bregenz ist der geschützte Landschaftsteil Era-Wäldele. Das örtliche Schutzgebiet Halbenstein wurde im Jahr 2001 ausgewiesen und umfasst die Umgebung der Burgruine Halbenstein am Nordhang des Pfänderrückens bei Hörbranz. Dort werden seltene Pflanzengesellschaften geschützt. Das Naturschutzgebiet Hirschberg wurde im Jahr 1974 ausgewiesen und umfasst eine Fläche von 328 ha. Das Gebiet befindet sich in der Umgebung des Hirschbergs, der höchsten Erhebung des Pfänderrückens. Das Naturschutzgebiet Kojenmoos wurde im Jahr 1987 ausgewiesen und umfasst eine Fläche von 56 ha. Dieses Gebiet befindet sich auf der Hochfläche zwischen dem Hochhäderich in der Nagelfluhkette und dem Kojen-Höhenzug und grenzt an die deutsch-österreichische Grenze.
Das örtliche Schutzgebiet Langenegg Nord befindet sich im Norden der Gemeinde Langenegg auf dem Höhenrücken zwischen der Bregenzer Ach, der Weißach und der Bolgenach. Der geschützte Landschaftsteil Maihof wurde im Jahr 1992 ausgewiesen. Er befindet sich nördlich von Lochau in der Nähe des Bodensees. Das Naturschutzgebiet Mehrerauer Seeufer-Mündung der Bregenzerach wurde im Jahr 1991 ausgewiesen und umfasst eine Fläche von 107 ha. Es befindet sich beiderseits des Mündungsbereichs der Bregenzerach in den Bodensee sowie am östlich anschließenden Bodenseeufer.
Das Europaschutzgebiet Rohrach wurde im Jahr 1995 ausgewiesen und umfasst eine Fläche von 47,5 ha. Dieses Gebiet ist gleichzeitig ein Naturwaldreservat, in dem die forstwirtschaftliche Nutzung eingestellt ist. Es befindet sich beim Rickenbach auf der Nordseite des Pfänderrückens bei der deutsch-österreichischen Grenze. Das Naturschutzgebiet Rossbad wurde im Jahr 1973 ausgewiesen und hat eine Fläche von 103 ha. Es befindet sich nördlich der Gemeinde Langenegg. Seine Nordgrenze bildet die Weißach, die Westgrenze verläuft entlang des Glatzbachs. In diesem Gebiet wird ein Mosaik aus Mooren, Wiesen und Wäldern geschützt. Der geschützte Landschaftsteil Schurreloch wurde im Jahr 1978 ausgewiesen und umfasst eine Fläche von 0,7 ha. Das Gebiet befindet sich direkt westlich des Bolgenach-Stausees nordwestlich der Gemeinde Hittisau.
Im Rahmen der FFH- und Vogelschutzrichtlinie der EU (Natura 2000) hat das Bundesland Vorarlberg fünf Gebiete der Allgäuer Alpen mit einer Gesamtfläche von 626,31 ha unter Schutz gestellt.
Das FFH-Gebiet Bregenzerachschlucht mit einer Größe von 434,02 ha wurde im Jahr 1995 ausgewiesen. Es umfasst die Schlucht der Bregenzerach von der Einmündung der Weißach bis zum Austritt in die Ebene des Alpenrheins bei Kennelbach. Dies ist ein wildromantisches Schluchtbiotop mit weitgehend naturnahen Waldtypen und anderen Biotopen. Das FFH-Gebiet Leiblach mit einer Größe von 7,62 ha wurde im Jahr 2002 ausgewiesen. Es befindet sich im Verlauf des Flüsschens Leiblach im äußerten Norden von Vorarlberg. Die Leiblach ist ein naturnaher Mittelgebirgsfluss. Das FFH-Gebiet Mehrerauer Seeufer-Bregenzerachmündung wurde im Jahr 1995 ausgewiesen und umfasst das gleichnamige Naturschutzgebiet. Es befindet sich bei der Mündung der Bregenzerach in den Bodensee und beinhaltet ein noch weitgehend natürliches Ufer. Das FFH-Gebiet Rohrach mit einer Größe von 48,19 ha wurde im Jahr 1995 ausgewiesen und umfasst das gleichnamige Naturschutzgebiet. Es befindet sich im äußersten Nordosten von Vorarlberg nördlich des Pfänderrückens in der Waldschlucht des Rickenbachs. Es ist ein Naturwaldreservat, in dem keine forstwirtschaftliche Nutzung zugelassen ist. Das FFH-Gebiet Witmoos mit einer Größe von 18,19 ha wurde im Jahr 1995 ausgewiesen. Es befindet sich im vorderen Bregenzerwald beim Ort Langen südlich des Pfänderrückens. Es beinhaltet einen weitgehend natürlichen Moorkomplex.

## Tourismus

### Berg-, Höhen- und Passstraßen
Die Allgäuer Alpen sind, verglichen mit anderen Gebirgsgruppen der Alpen, wenig durch Bergstraßen erschlossen. Zwischen dem Riedbergpass und dem Tannheimer Tal kann der Allgäuer Hauptkamm auf einer Länge von ca. 65 Kilometern nicht motorisiert überquert werden.
Der Riedbergpass ist die einzige richtige Passstraße der Allgäuer Alpen. Er verbindet das Illertal mit dem Bregenzerwald und erreicht eine Höhe von 1406 m. Der Pass ist das ganze Jahr über befahrbar, denn für den deutschen Ort Balderschwang ist es die einzige Verbindung mit dem Rest von Deutschland. Beim Pass befindet sich das Grasgehrenskigebiet.
Der Rohrmoossattel von Oberstdorf über Rohrmoos nach Sibratsgfäll im Bregenzerwald ist nur bis Rohrmoos für den öffentlichen Kraftfahrzeugverkehr zugelassen. Zwischen Rohrmoos und Sibratsgfäll ist die Straße gesperrt. Von Oberstdorf nach Rohrmoos wird für den Abschnitt von hinter Tiefenbach bis Rohrmoos eine Benutzungsgebühr verlangt. Die Straße erreicht eine Höhe von 1120 m.
Von Oberstdorf ist das Kleine Walsertal bis zum Ort Baad auf eine Höhe von 1244 m befahrbar, ebenso das Schwarzwassertal, ein Seitental, bis zur Auenhütte auf 1275 m Höhe. Das Stillachtal ist von Oberstdorf bis zur Talstation der Fellhornbahn für den öffentlichen Kraftfahrzeugverkehr befahrbar. Weiter bis nach Birgsau darf nur noch der Linienbus fahren. Sogenannte Stellwagen, von Pferden gezogene Kutschen mit öffentlicher Personenbeförderung, fahren weiter bis Einödsbach. Das Trettachtal ist für den öffentlichen Verkehr gesperrt. Nach Spielmannsau fahren Stellwagen.
Das Gunzesrieder Tal ist von Sonthofen bis zur Gunzesrieder Säge mit Kraftfahrzeugen befahrbar. Von dort führen zwei Privatstraßen weiter zur Scheidwangalpe und zur Höllritzer Alpe. Für diese Straßen wird eine Benutzungsgebühr verlangt.
Am Südrand der Allgäuer Alpen befindet sich der Hochtannbergpass mit einer Höhe von 1676 m. Er verbindet das Lechtal mit dem Tal der Bregenzer Ach. Der Anstieg von der Bregenzer Achseite zur Passhöhe ist wesentlich steiler als der Anstieg von der Lechtalseite. Dies ist typisch für die Wasserscheide Rhein–Donau.
Das Ostrachtal ist von Sonthofen über Bad Hindelang bis nach Hinterstein ohne Einschränkungen befahrbar. Im weiteren Verlauf bis zum Talschluss beim Giebelhaus ist das Ostrachtal für den Kraftfahrzeugverkehr gesperrt. Dort verkehrt eine Buslinie.
Das Tannheimer Tal ist ein Hochtal, das von allen Seiten nur über Pässe erreichbar ist. Allerdings handelt es sich jeweils um sehr sanfte, kaum merkbare Passhöhen. Entlang der Vils, die das Tal entwässert, verläuft keine öffentliche Straße. Von Sonthofen oder von Wertach überquert man den Oberjochpass auf 1178 m Höhe. Nur aus Richtung Sonthofen über Bad Hindelang entsteht hierbei der Eindruck einer Passstraße. Vom Lechtal aus wird das Tannheimer Tal über den Gaichtpass erreicht. Diese Passhöhe ist nur vom Lechtal aus als solche spürbar. Von Pfronten schließlich erreicht eine Straße durch das Engetal den Ort Grän im Tannheimer Tal. Die Passhöhe dieser Straße auf 1154 m befindet sich erst kurz vor dem Eintritt in das Tannheimer Tal bei Grän.
Von Vorarlberg aus gibt es mehrere Möglichkeiten, auf Stichstraßen an den Rand der oder in die Allgäuer Alpen zu gelangen. So erreicht man das Schönenbach-Vorsäß auf einer Straße von Bizau her durch das Bregenzerwaldgebirge. Für die Benutzung der Straße wird zeitweise eine Gebühr verlangt. Das Schönenbach-Vorsäß ist die größte Alpsiedlung weit und breit. Sie befindet sich am Westrand der Allgäuer Alpen und ist ein Ausgangspunkt für die Westseite des Hohen Ifen mit dem Gottesackerplateau. Von Hittisau im vorderen Bregenzerwald erreicht man Sibratsgfäll am Westrand der Allgäuer Alpen. Die für den öffentlichen Kraftfahrzeugverkehr zugelassene Straße führt noch etwas in den Osten von Sibratsgfäll. Nördlich von Hittisau führt eine Stichstraße ohne Gebühr zum Gasthof Hochhäderich auf über 1200 m Höhe. Das Ende der Straße befindet sich auf einem weiträumigen Sattel in der westlichsten Nagelfluhkette. Dies ist ein hoher Ausgangspunkt für Wanderungen im Westteil der Nagelfluhgruppe. Auch ein Skigebiet befindet sich dort.

### Hütten
In den Allgäuer Alpen gibt es 24 Hütten des Alpenvereins. Die Mehrzahl der Hütten befindet sich im Hochgebirge und ist nur nach teilweise mehrstündigem Fußweg zu erreichen. Einige Hütten befinden sich in Tallage. Die höchstgelegene Hütte ist die Hermann-von-Barth-Hütte mit einer Höhe von 2131 m. Die größte Hütte ist die Rappenseehütte mit über 350 Betten und Lagern.
- Altes Höfle: Höhe: 966 m, für Selbstversorger, am Wochenende beaufsichtigt, 40 Betten, 16 Matratzenlager, Talort: Gunzesried, Gehzeit von Gunzesrieder Säge: 0,25 Stunden.
- Bad Kissinger Hütte: Höhe: 1792 m, bewirtschaftet sommers von Anfang Mai bis Ende Oktober, 10 Betten, 55 Matratzenlager, Talort: Pfronten-Steinach, Gehzeit von Grän: 2 Stunden
- Edmund-Probst-Haus: Höhe: 1930 m, bewirtschaftet sommers von Ende Mai bis Mitte Oktober und winters von Weihnachten bis zum Weißen Sonntag, 43 Betten, 82 Matratzenlager, Talort: Oberstdorf, direkt neben der Bergstation der Nebelhornbahn
- Fiderepasshütte: Höhe: 2067 m, bewirtschaftet sommers von Ende Mai bis Mitte Oktober, Winterraum mit AV-Schloss, 10 Betten, 100 Matratzenlager, Talort: Mittelberg, Gehzeit von der Bergstation der Kanzelwandbahn: 2 Stunden
- Grüntenhaus: Höhe: 1540 m, bewirtschaftet; im Sommer: montags Ruhetag; im Winter nur am Wochenende geöffnet. Direkt unterhalb des Senders gelegen am Wanderweg von Burgberg auf den Grünten
- Haldenseehaus: Höhe: 1150 m, ganzjährig für Selbstversorger, Getränke erhältlich, 56 Betten, 44 Matratzenlager, an der Straße Haller-Nesselwängle
- Haus Schattwald: Höhe: 1100 m, ganzjährig für Selbstversorger, 20 Betten, 22 Matratzenlager, direkt in Schattwald, Ortsteil Fricken
- Hermann-von-Barth-Hütte: Höhe: 2131 m, bewirtschaftet von Mitte Juni bis Anfang Oktober, 53 Matratzenlager, Talort: Elbigenalp, Gehzeit von Elbigenalp: 3,15 Stunden
- Bad Hindelang, Jugendbildungsstätte, Höhe: 870 m, 103 Betten, bei Bushaltestelle Bad Hindelang-Luitpoldbad
- Kaufbeurer Haus: Höhe: 2005 m, für Selbstversorger, Sa/So bewartet von Pfingsten bis Anfang Oktober, in der übrigen Zeit mit AV-Schlüssel zugänglich, 50 Matratzenlager, Winterraum mit 14 Lagern und AV-Schloss, Talort: Hinterhornbach, Gehzeit von Hinterhornbach: 2,75 Stunden
- Kemptner Hütte: Höhe: 1846 m, bewirtschaftet sommers von Mitte Juni bis Mitte Oktober, 85 Betten, 200 Matratzenlager, Winterraum mit 26 Lagern offen, Talort: Oberstdorf, Gehzeit von Holzgau: 3 Stunden
- Landsberger Hütte: Höhe: 1810 m, bewirtschaftet sommers von Pfingsten bis Mitte Oktober, 30 Betten, 100 Matratzenlager, Winterraum mit 10 Lagern offen, Talort: Tannheim, Gehzeit vom Vilsalpsee: 2,5 Stunden
- Mahdtalhaus: Höhe: 1100 m, für Selbstversorger, bewartet, 16 Betten, 18 Matratzenlager, Talort: Riezlern, Gehzeit von Riezlern: 0,25 Stunden
- Mindelheimer Hütte: Höhe: 2058 m, bewirtschaftet sommers von Mitte Juni bis Mitte Oktober, 120 Matratzenlager, Winterraum mit 12 Lagern und AV-Schloss, Talort: Mittelberg, Gehzeit von Mittelberg: 3 Stunden
- Otto-Mayr-Hütte: Höhe: 1530 m, bewirtschaftet sommers von Anfang Mai bis Ende Oktober und zu Weihnachten, 24 Betten, 60 Matratzenlager, Talort: Musau, Gehzeit von der Bergstation des Füssener-Jöchl-Lifts: 1 Stunde
- Otto-Schwegler-Hütte: Höhe: 1070 m, für Selbstversorger, ganzjährig bewartet, 50 Matratzenlager, Talort: Gunzesried, Gehzeit von Gunzesrieder Säge: 0,5 Stunden
- Prinz-Luitpold-Haus: Höhe: 1846 m, bewirtschaftet sommers von Anfang Juni bis Mitte Oktober, 20 Betten, 142 Matratzenlager, Winterraum mit 16 Lagern offen, Talort: Hinterstein, Gehzeit vom Giebelhaus: 3 Stunden
- Rappenseehütte: Höhe: 2091 m, bewirtschaftet sommers von Mitte Juni bis Mitte Oktober, 42 Betten, 300 Matratzenlager, Winterraum mit 30 Lagern offen, Talort: Oberstdorf, Gehzeit von Lechleiten: 2,5 Stunden
- Ravensburger Haus: Höhe: 950 m, für Selbstversorger ganzjährig beaufsichtigt, 50 Betten, Talort: Steibis, Gehzeit von Steibis: 0,25 Stunden
- Schwarzenberghütte: Höhe: 1380 m, bewirtschaftet sommers bis Allerheiligen und winters ab Weihnachten, 4 Betten, 38 Matratzenlager, Talort: Hinterstein, Gehzeit vom Giebelhaus: 0,75 Stunden
- Schwarzwasserhütte: Höhe: 1620 m, bewirtschaftet sommers von Anfang Juni bis Mitte Oktober und winters von Weihnachten bis Mitte März, 41 Betten, 30 Lager, Talort: Hirschegg, Gehzeit von der Auenhütte: 1,5 Stunden
- Staufner Haus: Höhe: 1634 m, bewirtschaftet sommers von Anfang Mai bis Allerheiligen, winters in der Ferienzeit sowie an den Wochenenden geöffnet, 10 Betten, 76 Matratzenlager, Talort: Steibis, Gehzeit von der Hochgratbahn-Bergstation: 0,25 Stunden
- Tannheimer Hütte: Höhe: 1760 m, bewirtschaftet von Mai bis Oktober, 22 Matratzenlager, Talort: Nesselwängle, Gehzeit von Nesselwängle: 1,5 Stunden
- Waltenbergerhaus: Höhe: 2085 m, bewirtschaftet von Mitte Juni bis Anfang Oktober, 6 Betten, 60 Matratzenlager, Talort: Oberstdorf, Gehzeit von Einödsbach: 3 Stunden
- Willi-Merkl-Gedächtnis-Hütte: Höhe: 1550 m, für Selbstversorger von Mitte Mai bis Mitte Oktober, Sa/So bewartet, 38 Matratzenlager, Talort: Musau, Gehzeit von der Bergstation der Füssener-Jöchl-Bahn: 1 Stunde

### Fern-/Weitwanderwege
Der europäische Fernwanderweg E 4 (Pyrenäen-Bodensee-Neusiedler See-Balaton-Rila-Kreta) durchquert den nördlichsten Teil der Allgäuer Alpen in Ost-West-Richtung. Von Bregenz aus wird zunächst der öffentliche Linienbus bis nach Lingenau im Bregenzerwald genommen. Dort startet man dann zu Fuß und erreicht über den Rotenberg zunächst Hittisau. Von Hittisau geht es über den Leckner See zum Hochgrat und weiter über den Grat der Nagelfluhkette nach Sonthofen. Von Sonthofen geht es über das Tiefenbacher Eck nach Unterjoch und weiter entlang der Vils bis Pfronten. Von Pfronten verläuft der Weg über den Falken-Höhenzug und am Alatsee vorbei nach Füssen. Dort setzt sich der E 4 durch die Ammergauer Alpen fort. Zwischen Bregenz und dem Neusiedler See gibt es zwei Alternativrouten des E 4. Die normale Route quert wie beschrieben die Allgäuer Alpen. Die Alternative E 4 alpin verläuft südlich an den Allgäuer Alpen vorbei durch das Bregenzerwaldgebirge, das Lechquellengebirge und die Lechtaler Alpen.
Der europäische Fernwanderweg E 5 (Atlantik-Bodensee-Alpen-Adria) durchquert die Allgäuer Alpen von Nord nach Süd. Von Bregenz bis Sonthofen ist der Verlauf identisch mit dem E 4. Von Sonthofen nach Oberstdorf folgt man der Iller. Von Oberstdorf wird die Kemptner Hütte über das Trettachtal und die Spielmannsau erreicht. Von der Kemptner Hütte steigt der Weg zunächst zum Unteren Mädelejoch an. Dies ist mit 1974 m Höhe der höchste Punkt des E5 in den Allgäuer Alpen. Am Mädelejoch quert man die Staatsgrenze Deutschland-Österreich. Vom Mädelejoch steigt der Weg ins Lechtal ab nach Holzgau. Im Lechtal wandert man lechabwärts bis nach Bach. Dort tritt der E 5 in die Lechtaler Alpen ein.
Die Via Alpina, ein grenzüberschreitender Weitwanderweg mit fünf Teilwegen durch die ganzen Alpen, verläuft auch durch die Allgäuer Alpen.
Der Rote Weg der Via Alpina verläuft mit vier Etappen durch die Allgäuer Alpen wie folgt:
- Etappe R 49 verläuft von Weißenbach am Lech zum Prinz-Luitpold-Haus
- Etappe R 50 verläuft vom Prinz-Luitpold-Haus nach Oberstdorf über die Käseralpe und das Oytal (vgl. Etappe A66)
- Etappe R 51 verläuft von Oberstdorf zur Mindelheimer Hütte
- Etappe R52 verläuft von der Mindelheimer Hütte nach Schröcken

Der Violette Weg der Via Alpina verläuft mit vier Etappen durch die Allgäuer Alpen wie folgt:
- Etappe A 63 verläuft von Füssen nach Pfronten
- Etappe A 64 verläuft von Pfronten nach Tannheim
- Etappe A 65 verläuft von Tannheim zum Prinz-Luitpold-Haus
- Etappe A 66 verläuft vom Prinz-Luitpold-Haus nach Oberstdorf über das Edmund-Probst-Haus (vgl. Etappe R 50)

In Oberstdorf endet der Violette Weg.
Der Gelbe Weg der Via Alpina verläuft mit zwei Etappen durch die Allgäuer Alpen wie folgt:
- Etappe B 39 verläuft von Holzgau im Lechtal zur Kemptner Hütte
- Etappe B 40 verläuft von der Kemptner Hütte nach Oberstdorf

In Oberstdorf endet auch der Gelbe Weg. Die Wegführung des Gelben Wegs der Via Alpina durch die Allgäuer Alpen entspricht der Wegführung des europäischen Fernwanderwegs E 5 in der umgekehrten Richtung.
Der Oberallgäuer Rundwanderweg führt in einem Kreis mit der Gehrichtung gegen den Uhrzeigersinn durch das Oberallgäu und die nördliche Hälfte der Allgäuer Alpen.
Dies sind die Etappen durch die Allgäuer Alpen:
- Etappe 4a) führt von der Hündlebahn-Talstation bei Oberstaufen nach Scheidwang über die Nagelfluhkette
- Etappe 4b) führt von Scheidwang nach Grasgehren am Riedbergpass
- Etappe 5a) führt von Grasgehren nach Rohrmoos
- Etappe 5b) führt von Rohrmoos nach Riezlern im Kleinen Walsertal
- Etappe 6a) führt von Riezlern nach Schönblick bei der Söllereckbahn
- Etappe 6b) führt von Schönblick über den Freibergsee nach Oberstdorf
- Etappe 7a) führt von Oberstdorf über die Gaisalpe zum Altstädterhof
- Etappe 7b) führt vom Altstädterhof nach Bad Hindelang
- Etappe 8a) führt von Hindelang über das Wertacher Hörnle zur Schnitzlertalalpe
- Etappe 8b) führt von der Schnitzlertalalpe nach Wertach

Der Schwäbisch-Allgäuer Wanderweg (Augsburg–Sonthofen) führt mit zwei Etappen durch die Allgäuer Alpen. Die achte Etappe des Wegs führt von Maria Rain nach Wertach über die Elleger Höhe. Die neunte und letzte Etappe des Wegs führt von Wertach nach Sonthofen über den „Großen Wald“ und die Starzlachklamm.

### Höhenwege
Der ausgeprägte Kettencharakter der Allgäuer Alpen ermöglichte die Anlage eines ganzen Netzes von Höhenwegen. Die Höhenwege verbinden Hütten des Alpenvereins oder andere Hütten und Gasthäuser und ermöglichen mehrtägige Touren. Das ausgedehnte Wanderwegenetz bietet jedoch auch viele Möglichkeiten für Tagestouren.
Vor allem im Verlauf des Hauptkamms im südlichen und südöstlichen Teil der Allgäuer Alpen gibt es die Möglichkeit, mehrtägige Touren von Hütte zu Hütte zu unternehmen, ohne in bewohnte Täler abzusteigen. Allerdings ist das Zeitfenster innerhalb des Jahres, während dessen diese Touren unternommen werden können, vergleichsweise kurz. Es reicht von Anfang Juli bis Mitte September.
Mehrere Höhenwege haben eigene Namen bekommen. Der Heilbronner Weg führt von der Rappenseehütte zum Waltenberger-Haus bzw. weiter zur Kemptner Hütte im zentralen Hauptkamm. Der Düsseldorfer Weg verläuft von der Kemptner Hütte zur Hermann-von-Barth-Hütte nördlich um den Großen Krottenkopf und die Marchspitze über den Sattel „Im Märzle“ und die Marchscharte. Der Jubiläumsweg verbindet das Prinz-Luitpold-Haus mit der Willersalpe oberhalb von Hinterstein. Der Enzensperger Weg verläuft in der östlichen Hornbachkette zwischen der Hermann von Barth-Hütte und dem Kaufbeurer Haus. Der Krumbacher Höhenweg verbindet die Fiderepasshütte bzw. die Kühgundalpe mit der Mindelheimer Hütte. Und der Saalfelder Höhenweg verläuft vom Haldensee zur Landsberger Hütte und stößt im weiteren Verlauf oberhalb des Schrecksees auf den Jubiläumsweg.
Neben den oben beschriebenen Etappen gibt es weitere Höhenwege: Höhenweg vom Edmund-Probst-Haus (Nebelhorn bei Oberstdorf) zum Prinz-Luitpold-Haus bzw. zur Kemptner Hütte, Höhenweg vom Neunerkopf oberhalb von Tannheim zur Landsberger Hütte und Höhenweg von der Hermann-von Barth-Hütte zum Kaufbeurer Haus (Enzensperger Weg).
Auch außerhalb des Allgäuer Hauptkamms und seiner Seitenkämme gibt es Höhenwege, die jedoch kein zusammenhängendes Netz bilden. So kann man die Nagelfluhkette mit Zwischenübernachtung im Staufner Haus in zwei Tagen überschreiten. Vom Hochgrat bis zum Riedbergpass verläuft ein Höhenweg über die Gipfel der Molasse und des Flysch. Das Gottesackerplateau kann auf verschiedenen Wegen überquert werden. Und in den Tannheimer Bergen ist eine mehrtägige Durchquerung von Pfronten über die Bad Kissinger Hütte und das Gimpelhaus bzw. die Otto-Mayr-Hütte bis zum Hahnenkamm möglich.

### Klettersteige
In der einschlägigen Literatur und in den entsprechenden Verzeichnissen werden für die Allgäuer Alpen 6 Klettersteige aufgezählt. Dies sind der Hindelanger Klettersteig vom Nebelhorn zum Großen Daumen, der Heilbronner Weg von der Rappenseehütte bis zur Kemptner Hütte, der Mindelheimer Klettersteig von der Fiderepasshütte zur Mindelheimer Hütte, der Klettersteig Hohe Gänge zwischen Rotspitze und Breitenberg, der Bäumenheimer Weg auf den Hochvogel von Süden und der Friedberger Klettersteig vom Füssener Jöchle über den Schartschrofen zur Roten Flüh.
Am Iseler wurde im Juli 2008 ein neuer Klettersteig eröffnet, er führt durch die Nordwand des Iseler, folgt einer logischen Linie von Bändern und Steilstufen zum Gipfel des Iseler. Ein Jahr später wurde ein Klettersteig durch die Lachenspitze-Nordwand auf die Lachenspitze eingeweiht.
Die einzelnen unter dem Begriff der Klettersteige subsumierten Steige sind allerdings sehr unterschiedlich. Der Heilbronner Weg etwa ist mehr Höhenweg als Klettersteig. Als dieser Weg im Jahr 1899 eröffnet wurde, war der Begriff Klettersteig noch nicht bekannt. Im Verlauf des Heilbronner Wegs befindet sich zwar eine Eisenleiter und viele Meter Drahtseil. Das Eisen ist jedoch in erster Linie zur Sicherung und weniger als Fortbewegungshilfe gedacht. Ähnlich verhielt es sich mit dem Bäumenheimer Weg, dem Südanstieg auf den Hochvogel von Hinterhornbach aus, der seit 2014 wegen Felssturzgefahr behördlich gesperrt ist.
Erst sehr viel später als die beiden genannten Steige wurden in den Allgäuer Alpen richtige Klettersteige eingeweiht. In den 1970er Jahren wurden drei Klettersteige eingeweiht, die den in den südlichen Kalkalpen vielfach bereits vorhandenen Steigen nachgemacht wurden. Der Mindelheimer Klettersteig wurde im Jahr 1975 eröffnet, der Hindelanger Klettersteig und der Friedberger Klettersteig folgten wenig später. Diese drei Klettersteige weisen einen mittleren Schwierigkeitsgrad auf. Der Friedberger Klettersteig ermöglicht eine direkte und interessante Verbindung von der Bergstation der Füssener-Jöchle-Bahn zur zentralen Tannheimer Gruppe um Rote Flüh und Gimpel.
Der Klettersteig Hohe Gänge ergänzt den Hindelanger Klettersteig. Er bietet sich jedoch auch als eigenständiges Ziel an, wobei die vergleichsweise langen An- und Abmarschwege für eine gewisse Ruhe garantieren. Der 1983 eröffnete kurze Klettersteig auf die Jungfrauspitze im Südgrat der Wolekleskarspitze in der Hornbachkette verläuft über einen Höhenunterschied von 20 Metern an einem durchgehenden Drahtseil und ist sehr schwierig. Auch in den Voralpen haben klettersteigähnliche Einrichtungen inzwischen Einzug gehalten. So kann der Steineberg in der Nagelfluhkette jetzt direkt über eine sehr lange und luftige Leiter mit einem davorliegenden Drahtseilabschnitt bestiegen werden.

### Bergbahnen mit Sommerbetrieb
In den Allgäuer Alpen gibt es zurzeit die folgenden Bergbahnen, die im Sommer für Ausflügler, Wanderer und Bergsteiger in Betrieb sind:
Die Breitenbergbahn ist eine Einseilumlaufbahn (Kleinkabinenbahn) von Pfronten-Steinach im Allgäu auf den Unteren Breitenberg, einen Ausläufer des Breitenbergs.
Die Diedamskopfbahnen führen in zwei Sektionen von Schoppernau in Vorarlberg auf den Diedamskopf.
Die Fellhornbahn im Oberallgäu führt von Faistenoy im Stillachtal südlich von Oberstdorf zum Fellhorngrat.
Die Füssener-Jöchle-Bahn ist eine Einseilumlaufbahn (Kleinkabinenbahn).
Die Hochgratbahn ist eine Einseilumlaufbahn (Kleinkabinenbahn) von Lanzenbach Säge im Westallgäu auf den Grat unterhalb des Hochgratgipfels. Die Talstation befindet sich im Weißachtal südlich von Oberstaufen und Steibis.
Die Hörnerbahn ist eine Einseilumlaufbahn (Kleinkabinenbahn) in Bolsterlang. Sie führt auf den Horngrat zwischen Bolsterlanger Horn und Weiherkopf.
Die Kanzelwandbahn ist eine Zweiseilumlaufbahn (Kleinkabinenbahn) im Kleinen Walsertal in Vorarlberg. Sie führt von Riezlern auf die Kanzelwand.
Die Nebelhornbahn führt vom Ortsrand von Oberstdorf im Oberallgäu in drei Sektionen auf den Nebelhorngipfel. Dies ist der höchste mit einer Seilbahn erreichbare Punkt der Allgäuer Alpen.

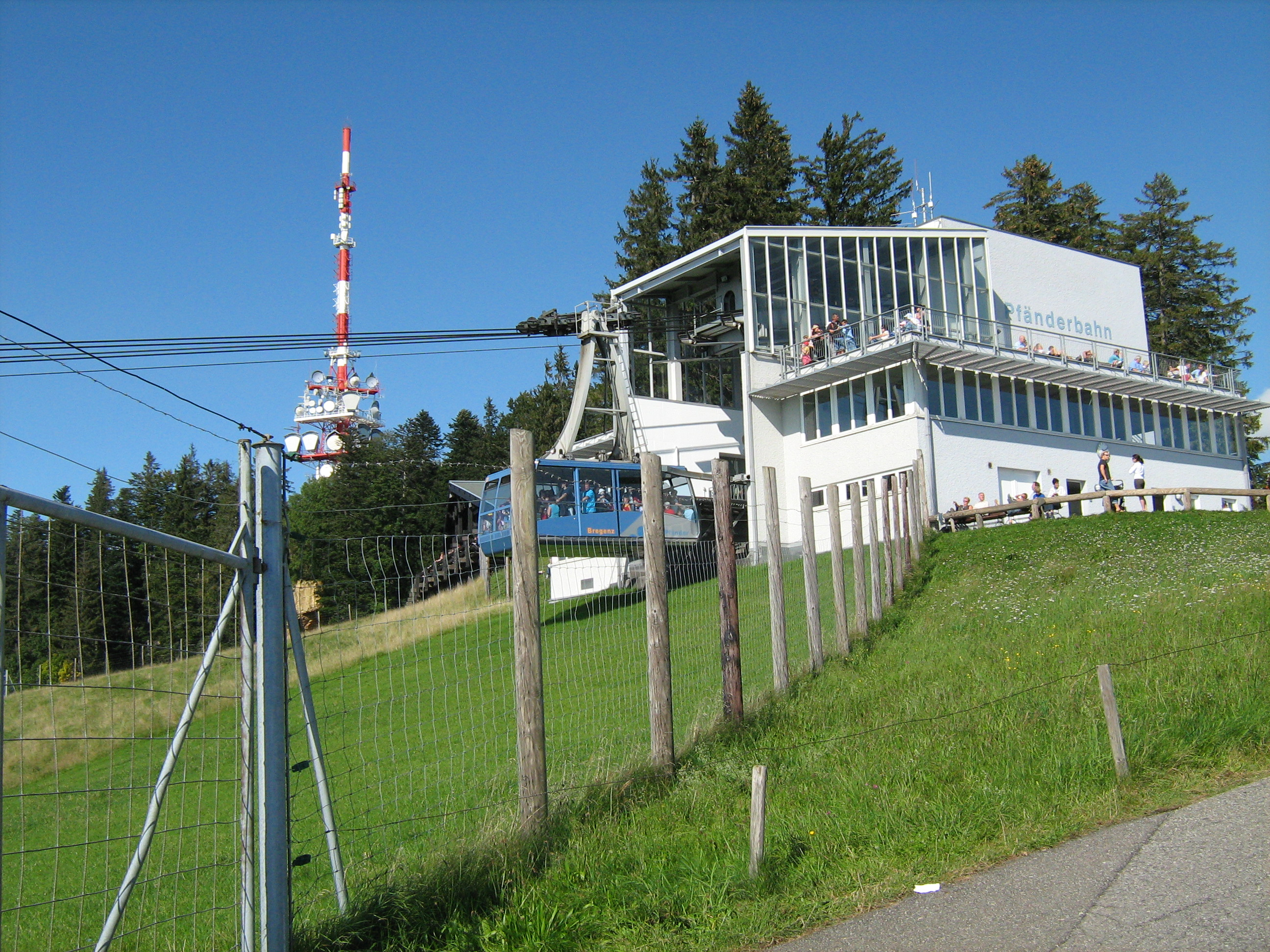
Pfänderbahn in Bregenz

Die Pfänderbahn in Vorarlberg führt von Bregenz am Bodensee auf den Pfänder.
Die Reuttener Bergbahn führt von Höfen bei Reutte in Tirol auf den Hahnenkamm.
Die Vogelhornbahn ist eine Einseilumlaufbahn (Kleinkabinenbahn). Sie wurde im Jahr 2000 in Betrieb genommen und ersetzte einen früheren Sessellift. Sie führt von Tannheim im Tannheimer Tal in Tirol auf den Neunerkopf (das Vogelhörnle ist der Nachbarberg).
Die Walmendingerhornbahn ist eine Pendelbahn (Großkabinenbahn) im Kleinen Walsertal in Vorarlberg. Sie führt von Mittelberg auf das Walmendinger Horn.
Der Weltcup-Express Ofterschwang der Bergbahnen Ofterschwang-Gunzesried GmbH & Co. KG ist ein 4-er-Sessellift von der Talstation Ofterschwang zum Ofterschwanger Horn.

## Erstbesteigungen
Am 25. Juli 1669 – einer anderen Angabe zufolge 1664 – gelang Pfarrer Bickel die erste belegte Besteigung des Großen Widdersteins (2533 m ü. A.) in den Allgäuer Alpen. Die bekannten Gipfel der Allgäuer Alpen, wie der Hochvogel oder die Mädelegabel wurden dokumentiert erst um die Mitte des 19. Jahrhunderts, durch Alpinisten wie Otto Sendtner oder Hermann von Barth bestiegen.